# قائمة من شهدوا غزوة بدر من المسلمين

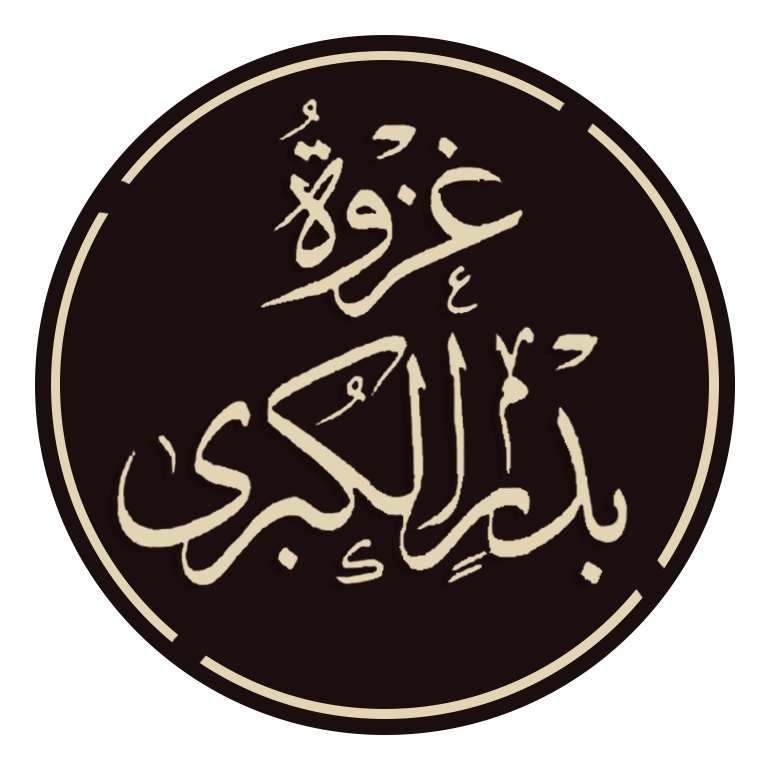
تخطيط لاسم غزوة بدر

كانت غزوة بدر معركة فاصلة في تاريخ الإسلام حيث سمّاها القرآن الكريم يوم الفرقان، وقد تواترت أحاديث عن النبي محمد عن فضل من شهد تلك الغزوة من المسلمين، فروى علي بن أبي طالب عن النبي محمد أنه قال: «ما يدريك لعل الله قد اطلع على أهل بدر فقال: «اعملوا ما شئتم فقد غفرت لكم»». لذا، فقد كان النبي محمد يُقرِّب مكانتهم ويوقرهم ويميزهم على غيرهم في العطايا. لذا، فقد اهتم مؤرخو الإسلام الأوائل بإحصاء قائمة من شهدوا غزوة بدر، وتتبُعهم لما لهم من فضل عند المسلمين.
وقد أجمع المؤرخون على عدد منهم بلا خلاف، واختلف في عدد آخر، كما اختلفوا في تعدادهم وأقسامهم من بين الثلاث قبائل الرئيسية من المسلمين التي شاركت في المعركة هم وحلفاؤهم، وهم قريش والأوس والخزرج. فنقل ابن هشام عن ابن إسحاق عن البراء بن عازب أنهم كانوا 83 رجلاً من المهاجرين، و61 رجلاً من الأوس، و170 رجلاً من الخزرج، فيكون جُملتهم 314 رجلا. وجاء عن عبد الله بن عباس أنهم كانوا 70 من المهاجرين، و236 من الأنصار. وجاء عن أبي أيوب الأنصاري أنهم كانوا 315 رجلاً في جملتهم. وقال الواقدي أن جملة من شهد المعركة ومن ضرب له النبي محمد بسهم وهو غائب 313 رجلا.
| قائمة من شهدوا غزوة بدر من المسلمين | ما يدريك لعل الله قد اطلع على أهل بدر فقال: «اعملوا ما شئتم فقد غفرت لكم.» | قائمة من شهدوا غزوة بدر من المسلمين |
| — صحيح مسلم، كتاب فضائل الصحابة     |                                                                            |                                     |

## المهاجرون
| القبيلة | البطن         | م  | المشارك في المعركة              | ولد      | توفي  | نبذة | ملاحظات                         |
| ------- | ------------- | -- | ------------------------------- | -------- | ----- | --- | ------------------------------- |
| قريش    | بنو هاشم      | 1  | محمد بن عبد الله                | 52 ق.هـ  | 11 هـ | نبي الإسلام، وقائد المسلمين الديني والدنيوي، بدأ دعوته في مكة، ولم تلق قبولاً واسعًا بين قومه قريش، فعرض أمره على قبائل العرب التي كانت تأتي لمكة في موسم الحج، فلقيت دعوته استجابه بين رجال من الأوس والخزرج، فمهدوا له في بلدهم يثرب، فهاجر إليها بعد أن أمضى 13 سنة يدعو في مكة. كان انتقاله إلى يثرب تأسيسًا لدولة الإسلام التي استطاعت أن تنشر سلطتها على سائر شبه الجزيرة العربية خلال 10 سنوات فقط، وكانت غزوة بدر تحديدًا من المراحل المفصلية في حياة تلك الدولة الوليدة. استطاع محمد أن يؤسس نواة للحضارة الإسلامية، ووحَّد العرب للمرة الأولى على ديانة توحيدية ودولة موحدة، ودعا لنبذ العنصرية والعصبية القبلية. | قائد جيش المسلمين               |
| قريش    | بنو هاشم      | 2  | حمزة بن عبد المطلب              | 54 ق.هـ  | 3 هـ  | صحابي وعمّ النبي محمد، وأخوه من الرضاعة، كان من أشد شباب قريش ووجهائها قبل الإسلام. أسلم بعد سنتين من دعوة النبي محمد، فكان إسلامه دعمًا للإسلام الناشئ، وحماية لنبيّه. هاجر حمزة إلى يثرب، وشهد مع النبي غزوة بدر، وقتل شيبة بن ربيعة مبارزةً في بداية المعركة، ثم شارك في غزوة أحد سنة 3 هـ، وفيها قُتل، ودفن مع ابن أخته عبد الله بن جحش في قبر واحد. |                                 |
| قريش    | بنو هاشم      | 3  | علي بن أبي طالب                 | 23 ق.هـ  | 40 هـ | صحابي وابن عم النبي محمد وزوج ابنته فاطمة، وربيبه صغيرًا، والخليفة الرابع من بعده، وأحد العشرة المبشرين بالجنة وأوّل الأئمّة عند الشيعة. نشأ بمكة، وكان من السابقين الأولين إلى الإسلام، وهاجر إلى يثرب بعد هجرة النبي محمد بثلاثة أيّام. شارك علي مع النبي محمد في كل الغزوات عدا غزوة تبوك حيث استخلفه فيها النبي محمد على المدينة. وكان من شجعان المسلمين في المعارك. كانت مكانة علي بن أبي طالب وعلاقته بأصحاب الرسول موضع خلاف تاريخي وعقائدي بين الفرق الإسلامية المختلفة، فيرى بعضهم أن الله اختاره وصيّاً وإماماً وخليفةً للمسلمين، وأنّ محمدًا قد أعلن ذلك في خطبة الغدير، لذا اعتبروا أنّ اختيار أبي بكر لخلافة المسلمين كان مخالفًا لوصية النبي محمد، وعلى النقيض ينكر معظم المسلمين هذا التنصيب، ويُعدّ اختلاف الاعتقاد حول علي هو السبب الأصلي للنزاع بين السنة والشيعة على مدى العصور. بويع علي بالخلافة سنة 35 هـ بالمدينة المنورة ثم نقل عاصمته إلى الكوفة، وشهدت فترة حكمه أول حرب أهليّة بين المسلمين بعد مقتل عثمان بن عفان، وانتهت بمقتل علي نفسه على يد عبد الرحمن بن ملجم في رمضان سنة 40 هـ. |                                 |
| قريش    | بنو هاشم      | 4  | زيد بن حارثة                    | 42 ق.هـ  | 8 هـ  | صحابي ومولى النبي محمد، اختطف من أهله صغيرًا، واشترته خديجة بنت خويلد، ثم اهدته لزوجها النبي محمد الذي تبناه قبل بعثته، وهو أول الموالي إسلامًا، ومن السابقين الأولين للإسلام، والوحيد بين أصحاب النبي محمد الذي ذُكر باسمه في القرآن. وقد شهد زيد العديد من غزوات النبي محمد، كما بعثه قائدًا على عدد من السرايا. قُتل زيد في غزوة مؤتة وهو قائد جيش المسلمين أمام جيش من البيزنطيين والغساسنة يفوق المسلمين عددًا |                                 |
| قريش    | بنو هاشم      | 5  | أبو مرثد الغنوي                 | 52 ق.م   | 12 هـ | صحابي، كان حليفًا لحمزة بن عبد المطلب، شهد المشاهد كلها، وتوفي في خلافة أبي بكر الصديق |                                 |
| قريش    | بنو هاشم      | 6  | مرثد بن أبي مرثد الغنوي         | -        | 4 هـ  | صحابي، كان حليفًا لحمزة بن عبد المطلب، شهد غزوتي بدر وأحد، وقُتل يوم الرجيع |                                 |
| قريش    | بنو هاشم      | 7  | أنسة مولى النبي محمد            | -        | -     | صحابي كان مولى النبي محمد، هاجر إلى يثرب، وشارك في غزوة بدر، لكن تضاربت الأقوال حوله، فقيل قُتل يوم بدر، وقيل عاش حتى خلافة أبي بكر. |                                 |
| قريش    | بنو هاشم      | 8  | أبو كبشة مولى النبي محمد        | -        | 13 هـ | صحابي من موالي النبي محمد، هاجر وشهد المشاهد كلها، وتوفي في أول يوم من خلافة عمر بن الخطاب |                                 |
| قريش    | بنو هاشم      | 9  | شقران مولى النبي محمد           | -        | -     | صحابي كان مولى لعبد الرحمن بن عوف، شهد غزوة بدر، وهو مملوك، فلم يُضرب له بسهم، واستعمله النبي محمد على حراسة الأسرى، فجزاه كل رجل ممن له أسير بشئ، فجمع أكثر مما جمع من ضُرب له بسهم. اشتراه النبي محمد بعد ذلك، وكان ممن حضر غُسل ولحد النبي محمد عند وفاته |                                 |
| قريش    | بنو المطلب    | 10 | عبيدة بن الحارث                 | 61 ق.هـ  | 2 هـ  | صحابي من السابقين إلى الإسلام، شارك في غزوة بدر، وخرج للمبارزة في بداية المعركة، فبارزه شيبة بن ربيعة، وضرب كل منهما الآخر ضربة أثبتت صاحبها، فأجهز علي بن أبي طالب وحمزة بن عبد المطلب على شيبة، وحملوا عبيدة إلى معسكر المسلمين، إلا أنه توفي من أثر جرحه بعدها بأيام. | قُتل في المعركة                  |
| قريش    | بنو المطلب    | 11 | الطفيل بن الحارث                | 38 ق.هـ  | 32 هـ | صحابي شهد المشاهد كلها وتوفي سنة 32 هـ. |                                 |
| قريش    | بنو المطلب    | 12 | الحصين بن الحارث                | -        | 32 هـ | صحابي شهد المشاهد كلها وتوفي سنة 32 هـ بعد أخيه الطفيل بأشهر. |                                 |
| قريش    | بنو المطلب    | 13 | مسطح بن أثاثة                   | 22 ق.هـ  | 34 هـ | صحابي، شهد مع النبي محمد المشاهد كلها، وهو واحد من الذين جُلدوا إثر حادثة الإفك |                                 |
| قريش    | بنو عبد شمس   | 14 | أبو حذيفة بن عتبة               | 41 ق.هـ  | 12 هـ | صحابي من السابقين إلى الإسلام، هاجر إلى الحبشة، وشهد مع النبي محمد المشاهد كلها. قُتل أبو حذيفة في معركة اليمامة |                                 |
| قريش    | بنو عبد شمس   | 15 | سالم مولى أبي حذيفة             | -        | 12 هـ | صحابي، شهد المشاهد كلها، وهو المُرخّص له خاصةً في حديث رضاع الكبير. كان سالم من بين القرآء الذين قُتلوا في معركة اليمامة. |                                 |
| قريش    | بنو عبد شمس   | 16 | عبد الله بن جحش الأسدي          | -        | 3 هـ  | صحابي من السابقين إلى الإسلام، وابن عمة النبي محمد، كان حليفًا لبني عبد شمس. هاجر إلى الحبشة ثم إلى يثرب، وشارك في غزوة بدر، وقُتل في غزوة أحد |                                 |
| قريش    | بنو عبد شمس   | 17 | عكاشة بن محصن الأسدي            | 34 ق. هـ | 11 هـ | صحابي من السابقين إلى الإسلام، كان حليفًا لبني عبد شمس. هاجر إلى يثرب، وشهد المشاهد كلها، وقُتل في حروب الردة في معركة بزاخة |                                 |
| قريش    | بنو عبد شمس   | 18 | أبو سنان بن محصن الأسدي         | 36 ق. هـ | 5 هـ  | صحابي من السابقين إلى الإسلام، كان حليفًا لبني عبد شمس. هاجر إلى يثرب، شارك في غزوات بدر وأحد والخندق، وتوفي أثناء حصار بني قريظة |                                 |
| قريش    | بنو عبد شمس   | 19 | سنان بن أبي سنان الأسدي         | 16 ق. هـ | 32 هـ | صحابي، كان حليفًا لبني عبد شمس. هاجر إلى يثرب، شارك في غزوات بدر وأحد والخندق، كما شهد صلح الحديبية، وكان أول من بايع النبي محمد يوم بيعة الرضوان. |                                 |
| قريش    | بنو عبد شمس   | 20 | شجاع بن وهب الأسدي              | -        | 12 هـ | صحابي من السابقين إلى الإسلام، كان حليفًا لبني عبد شمس. هاجر إلى يثرب، وشهد المشاهد كلها، وكان رسول النبي محمد إلى جبلة بن الأيهم ملك الغساسنة. قُتل شجاع في حروب الردة في معركة اليمامة |                                 |
| قريش    | بنو عبد شمس   | 21 | عقبة بن وهب الأسدي              | -        | -     | صحابي، كان حليفًا لبني عبد شمس. شهد المشاهد كلها مع النبي محمد. |                                 |
| قريش    | بنو عبد شمس   | 22 | ربيعة بن أكثم الأسدي            | 30 ق.هـ  | 7 هـ  | صحابي، كان حليفًا لبني عبد شمس. شهد بدر وأحد والخندق، كما شهد صلح الحديبية، وقُتل في غزوة خيبر. |                                 |
| قريش    | بنو عبد شمس   | 23 | محرز بن نضلة الأسدي             | 31 ق.هـ  | 6 هـ  | صحابي، كان حليفًا لبني عبد شمس. شهد بدر وأحد والخندق، وقتل في غزوة ذي قرد |                                 |
| قريش    | بنو عبد شمس   | 24 | يزيد بن رقيش الأسدي             | -        | 12 هـ | صحابي، كان حليفًا لبني عبد شمس. شهد المشاهد كلها، وقُتل في معركة اليمامة. |                                 |
| قريش    | بنو عبد شمس   | 25 | أربد بن حُميرة الأسدي            | -        | -     | صحابي، كان حليفًا لبني عبد شمس. هاجر إلى الحبشة، ثم إلى يثرب، وشهد غزوة بدر. |                                 |
| قريش    | بنو عبد شمس   | 26 | ثقف بن عمرو السُلمي              | -        | 7 هـ  | صحابي، كان حليفًا لبني عبد شمس. شهد بدر وأحد والخندق، وصلح الحديبية، وقتل يوم خيبر. |                                 |
| قريش    | بنو عبد شمس   | 27 | مالك بن عمرو السُلمي             | -        | 12 هـ | صحابي، كان حليفًا لبني عبد شمس. شهد المشاهد كلها، وقُتل في معركة اليمامة. |                                 |
| قريش    | بنو عبد شمس   | 28 | مدلاج بن عمرو السُلمي            | -        | 50 هـ | صحابي، كان حليفًا لبني عبد شمس. شهد المشاهد كلها، وتوفي في خلافة معاوية بن أبي سفيان. |                                 |
| قريش    | بنو نوفل      | 29 | عتبة بن غزوان المازني           | 40 ق.هـ  | 17 هـ | صحابي كان حليفًا لبني نوفل بن عبد مناف وقيل بني عبد شمس، هاجر إلى الحبشة ثم إلى يثرب، وشهد المشاهد كلها، ثم شارك في فتح العراق وهو الذي اختطّ البصرة، وكان أول ولاتها. |                                 |
| قريش    | بنو نوفل      | 30 | خباب مولى عتبة                  | 31 ق.هـ  | 19 هـ | صحابي كان مولى لعتبة بن غزوان المازني، وكان حليفًا لبني نوفل بن عبد مناف، شهد المشاهد كلها، وتوفي في خلافة عمر بن الخطاب. |                                 |
| قريش    | بنو عبد الدار | 31 | مصعب بن عمير                    | 37 ق.هـ  | 3 هـ  | صحابي من السابقين إلى الإسلام، بعثه النبي محمد للدعوة إلى الإسلام في يثرب بعد بيعة العقبة الأولى، كان حامل لواء المهاجرين في غزوتي بدر وأحد، قُتل في غزوة أحد | حامل لواء المهاجرين             |
| قريش    | بنو عبد الدار | 32 | سويبط بن سعد                    | -        | -     | صحابي، أسلم وهاجر إلى الحبشة ثم إلى يثرب، وشارك في غزوتي بدر وأحد |                                 |
| قريش    | بنو عبد العزى | 33 | الزبير بن العوام                | 28 ق.هـ  | 36 هـ | صحابي، وابن عمة النبي محمد، وأحد العشرة المبشرين بالجنة، ومن السابقين إلى الإسلام، وأوَّل من سلَّ سيفه في الإسلام. أسلم وهو غلام، وكان إسلامه رابع أو خامس من أسلم، وهاجر إلى الحبشة، ثم هاجر إلى يثرب، وشهد جميع المشاهد، وكان قائد الميمنة في غزوة بدر، وكان حامل إحدى رايات المهاجرين الثلاث في فتح مكة، وشارك في فتح مصر، وجعله عمر بن الخطاب في الستة أصحاب الشورى الذين ذكرهم للخلافة بعده، وبعد مقتل عثمان بن عفان خرج إلى البصرة مطالبًا بالقصاص من قتلة عثمان، فقَتَله عمرو بن جرموز في موقعة الجمل. | قائد الميمنة                    |
| قريش    | بنو عبد العزى | 34 | حاطب بن أبي بلتعة اللخمي        | 35 ق.هـ  | 30 هـ | صحابي، كان حليفًا لبني أسد بن عبد العزى. هاجر إلى يثرب، وشارك مع النبي محمد في غزواته كلها، وكان رسوله إلى المقوقس عظيم مصر |                                 |
| قريش    | بنو عبد العزى | 35 | سعد بن خولي مولى حاطب           | -        | 3 هـ  | صحابي، كان مولى لحاطب بن أبي بلتعة، وحليفًا لبني أسد بن عبد العزى. هاجر إلى يثرب، وشارك مع النبي محمد في غزوة بدر، وقُتل في غزوة أحد. |                                 |
| قريش    | بنو عبد       | 36 | طليب بن عمير                    | 22 ق.هـ  | 13 هـ | صحابي من السابقين إِلى الإِسلام، وابن عمة النبي محمد أروى بنت عبد المطلب، هاجر إلى الحبشة ثم إلى يثرب، وشارك مع النبي محمد في غزوة بدر، وقُتل في معركة أجنادين |                                 |
| قريش    | بنو زُهرة      | 37 | عبد الرحمن بن عوف               | 43 ق.هـ  | 32 هـ | صحابي، وأحد العشرة المبشرين بالجنة ومن السابقين الأولين إلى الإسلام. هاجر إلى الحبشة، ثم هاجر إلى يثرب، وشارك في جميع المشاهد. كان عبد الرحمن أحد الستة أصحاب الشورى الذين اختارهم عمر بن الخطاب ليختاروا الخليفة من بعده. |                                 |
| قريش    | بنو زُهرة      | 38 | سعد بن أبي وقاص                 | 23 ق.هـ  | 55 هـ | صحابي، وأحد العشرة المبشرين بالجنة، ومن السابقين الأولين إلى الإسلام، وهو أوّل من رمى بسهمٍ في سبيل الله، وأحد الستة أصحاب الشورى الذين اختارهم عمر بن الخطاب ليختاروا الخليفة من بعده. هاجر سعد إلى يثرب، وشهد مع النبي محمد المشاهد، وكان حامل إحدى رايات المهاجرين الثلاث يوم فتح مكة، وكان من الرماة الماهرين، اختاره عمر بن الخطاب لقيادة جيوش فتوح العراق وفارس، فتحقق بقيادته النصر في معركة القادسية وجلولاء، وفتح مدائن كسرى. وكان أول ولاة الكوفة بعد إنشائها سنة 17 هـ، اعتزل سعد الفتنة بين علي ومعاوية، وتوفى في سنة 55 هـ بالعقيق ودُفِنَ بالمدينة، وكان آخر المهاجرين وفاةً. |                                 |
| قريش    | بنو زُهرة      | 39 | عمير بن أبي وقاص                | 14 ق.هـ  | 2 هـ  | صحابي، هاجر إلى يثرب، استصغره النبي محمد يوم بدر، فبكى عُمير، وسأل النبي محمد المشاركة، فأجازه | قُتل في المعركة                  |
| قريش    | بنو زُهرة      | 40 | المقداد بن عمرو البهراني        | 37 ق.هـ  | 33 هـ | صحابي، كان حليفًا لبني زهرة. هاجر إلى الحبشة ثم إلى يثرب، وشارك مع النبي محمد في غزواته كلها، كما شارك في فتوح الشام ومصر |                                 |
| قريش    | بنو زُهرة      | 41 | مسعود بن ربيعة القاري           | -        | 30 هـ | صحابي، كان حليفًا لبني زهرة. هاجر إلى يثرب، وشارك مع النبي محمد في غزواته كلها |                                 |
| قريش    | بنو زُهرة      | 42 | ذو الشمالين بن عبد عمرو الخزاعي | -        | 2 هـ  | صحابي، كان حليفًا لبني زهرة بن كلاب. هاجر إلى يثرب، وشارك في غزوة بدر، وكان من بين القتلى يومئذ | قُتل في المعركة                  |
| قريش    | بنو زُهرة      | 43 | عبد الله بن مسعود الهُذلي        | -        | 32 هـ | صحابي وفقيه ومقرئ ومحدث، وأحد رواة الحديث النبوي. كان حليفًا لبني زهرة، وهو أحد السابقين إلى الإسلام، هاجر الهجرتين إلى الحبشة وإلى المدينة، وأدرك القبلتين، وهو أول من جهر بقراءة القرآن في مكة. وقد تولى قضاء الكوفة وبيت مالها في خلافة عمر بن الخطاب وصدر من خلافة عثمان. |                                 |
| قريش    | بنو زُهرة      | 44 | خباب بن الأرت التميمي           | 36 ق.هـ  | 37 هـ | صحابي من السابقين إلى الإسلام، كان حليفًا لبني زهرة بن كلاب. كان خباب من المستضعفين الذين عُذّبوا ليتركوا الإسلام. هاجر إلى يثرب، وشهد مع النبي محمد المشاهد كلها، ثم انتقل أواخر حياته إلى الكوفة، فمات بها |                                 |
| قريش    | بنو تيم       | 45 | أبو بكر الصديق                  | 50 ق.هـ  | 13 هـ | صحابي ورافق النبي محمد في هجرته إلى يثرب، وهو أولُ الخُلفاء الراشدين من بعده، وأحد العشرة المُبشرين بالجنَّة. يَعدُّه أهل السنة والجماعة خيرَ الناس بعد الأنبياء والرسل، وأحبَّ الناس إلى النبي مُحمد بعد زوجته عائشة. شهد أبو بكر المشاهد كلها مع النبي مُحمد، وبعد وفاة النبي، واختياره لخلافته، نجح أبو بكر في العبور بالدولة الإسلامية من عنق الزجاجة بعد أن ارتدت معظم القبائل عن الإسلام، فخاض ضدها حروب الردة التي نجح فيها في استعادة وحدة الدولة، كما بدأت في عهده حركة الفتوح الإسلامية في العراق والشام، وقد توفي أبو بكر سنة 13هـ، وخلفه عمر بن الخطاب. |                                 |
| قريش    | بنو تيم       | 46 | بلال بن رباح الحبشي             | -        | 20 هـ | صحابي ومؤذن النبي محمد ومولى أبي بكر الصديق، من السابقين إلى الإسلام، ومن المستضعفين الذين عُذّبوا ليتركوا الإسلام. شهد المشاهد كلها، ثم انتقل إلى الشام بعد وفاة النبي محمد ليرابط فيها، فتوفي هناك |                                 |
| قريش    | بنو تيم       | 47 | عامر بن فهيرة الأزدي            | 36 ق.هـ  | 4 هـ  | صحابي ومولى أبو بكر الصديق، وأحد السابقين إلى الإسلام، ومن المستضعفين الذين عُذّبوا لما اعتنقوا الإسلام. اشتراه أبو بكر الصديق، وأعتقه. لعب ابن فهيرة دورًا بارزًا في الهجرة النبوية، حيث كان يرعى غنم أبي بكر التي يمحو بها آثار أقدام عبد الله بن أبي بكر الذي كان يتردد على النبي محمد وأبي بكر أثناء تخفيهما في غار ثور، ثم صحبهم في هجرتهم، وشارك مع النبي محمد في غزوتي بدر وأحد، وقتل في سرية بئر معونة. |                                 |
| قريش    | بنو تيم       | 48 | صهيب بن سنان الرومي             | -        | 38 هـ | صحابي ومولى لبني تيم بن مُرّة، وأحد السابقين إلى الإسلام، ومن المستضعفين في مكة الذين عُذّبوا ليتركوا دين الإسلام. ترك صهيب كل ماله ليهاجر إلى يثرب ويلحق بالنبي محمد، وقد شارك معه في غزواته كلها. ولما طُعن عمر بن الخطاب، أمر صهيب أن يصلي بالمسلمين إلى أن يختار أهل الشورى الخليفة الجديد. ولما قُتل عثمان، اعتزل صهيب الفتنة إلى أن توفي في المدينة المنورة |                                 |
| قريش    | بنو مخزوم     | 49 | أبو سلمة بن عبد الأسد           | -        | 4 هـ  | صحابي من السابقين إلى الإسلام، وابن عمة النبي محمد برة بنت عبد المطلب، وأخو النبي محمد من الرضاعة. هاجر إلى الحبشة، ثم إلى يثرب، وشارك في غزوة بدر ثم غزوة أحد، وتوفي سنة 4 هـ بمضاعفات جُرح أصيب به يوم أحد |                                 |
| قريش    | بنو مخزوم     | 50 | شماس بن عثمان                   | 31 ق.هـ  | 3 هـ  | صحابي من السابقين إلى الإسلام. هاجر إلى الحبشة، ثم إلى يثرب، وشارك في غزوتي بدر وأحد التي قُتل فيها وهو يدافع عن النبي محمد |                                 |
| قريش    | بنو مخزوم     | 51 | الأرقم بن أبي الأرقم            | -        | 55 هـ | صحابي من السابقين إلى الإسلام، اتخذ النبي محمد من دار الأرقم مقرًا للدعوة بداية الدعوة إلى الإسلام. وقد هاجر الأرقم إلى يثرب، وشارك مع النبي محمد في غزواته كلها. توفي الأرقم بالمدينة المنورة في خلافة معاوية بن أبي سفيان |                                 |
| قريش    | بنو مخزوم     | 52 | عمار بن ياسر العنسي             | 56 ق.هـ  | 37 هـ | صحابي كان من موالي بني مخزوم، ومن السابقين إلى الإسلام، ومن المستضعفين الذين عُذّبوا لترك دين الإسلام. قيل هاجر إلى الحبشة، وكما هاجر إلى يثرب، وشارك مع النبي محمد في غزواته كلها. كما شارك بعد وفاة النبي محمد في حروب الردة، وقُطعت أُذنه في معركة اليمامة. ولاّه عمر بن الخطاب على الكوفة ثم عزله، وشارك في آخر عمره إلى جانب علي بن أبي طالب في حربه مع معاوية بن أبي سفيان إلى أن قُتل في وقعة صفين وهو يقاتل ضمن صفوف جيش علي ضد جيش معاوية |                                 |
| قريش    | بنو مخزوم     | 53 | معتب بن عوف الخزاعي             | 21 ق.هـ  | 57 هـ | صحابي كان حليفًا لبني مخزوم وكان يعرف بمعتب بن الحمراء نسبة إلى أمه. أسلم قديمًا، وهاجر إلى الحبشة ثم إلى يثرب. شارك معتب مع النبي محمد في غزواته كلها، وتوفي في خلافة معاوية بن أبي سفيان |                                 |
| قريش    | بنو عدي       | 54 | عمر بن الخطاب                   | 40 ق.هـ  | 23 هـ | صحابي، ثاني الخلفاء الراشدين بعد النبي محمد، وأحد أكثر الشخصيات أثرًا في التاريخ الإسلامي، وهو أحد العشرة المبشرين بالجنة، تولّى الخلافة الإسلامية بعد وفاة أبي بكر الصديق سنة 13 هـ. وفي عهده اتسعت رقعة الدولة الإسلامية حتى شملت كامل العراق ومصر وليبيا والشام وفارس وخراسان وشرق الأناضول وجنوب أرمينية وسجستان. قُتل عمر سنة 23 هـ على يد أبو لؤلؤة المجوسي، وأوصى لستة من كبار الصحابة يختاروا من يخلفه من بينهم، فاختاروا عثمان بن عفان. |                                 |
| قريش    | بنو عدي       | 55 | زيد بن الخطاب                   | -        | 12 هـ | صحابي من السابقين إلى الإسلام، وأخو الخليفة الثاني عمر بن الخطاب لأبيه. هاجر زيد إلى يثرب، وشهد مع النبي محمد المشاهد كلها. وبعد وفاة النبي، شارك في حروب الردة، وقُتل في معركة اليمامة |                                 |
| قريش    | بنو عدي       | 56 | عمرو بن سراقة                   | -        | -     | صحابي، شهد مع النبي محمد المشاهد كلها، وتوفي في خلافة عثمان بن عفان |                                 |
| قريش    | بنو عدي       | 57 | مهجع بن صالح العكّي              | -        | 2 هـ  | صحابي من السابقين إلى الإسلام، كان مولى لعمر بن الخطاب. هاجر إلى يثرب، وشهد غزوة بدر، وقُتل فيها. | أول قتيل من المسلمين في المعركة |
| قريش    | بنو عدي       | 58 | عامر بن ربيعة العنزي            | -        | 36 هـ | صحابي كان حليفًا للخطاب بن نفيل العدوي الذي تبناه. أسلم قديمًا، وهاجر وامرأته ليلى بنت أبي حثمة إلى الحبشة، ثم إلى يثرب، وشهد مع النبي محمد غزواته كلها، وتوفي بعد وفاة عثمان بن عفان بأيام |                                 |
| قريش    | بنو عدي       | 59 | واقد بن عبد الله التميمي        | -        | -     | صحابي وحليف الخطاب بن نفيل العدوي، كان من السابقين إلى الإسلام، هاجر إلى يثرب، وكان أول من قتل من المسلمين أحدًا من قريش وحلفاءها، وذلك في سرية عبد الله بن جحش إلى نخلة، كما شهد مع النبي محمد المشاهد كلها. توفي واقد في أول خلافة عمر بن الخطاب |                                 |
| قريش    | بنو عدي       | 60 | خولي بن أبي خولي الجعفي         | -        | -     | صحابي، كان حليفًا للخطاب بن نفيل العدوي في الجاهلية. أسلم وهاجر إلى يثرب، وشهد مع النبي محمد غزواته كلها. وتوفي في خلافة عمر بن الخطاب. |                                 |
| قريش    | بنو عدي       | 61 | عاقل بن البكير الليثي           | 32 ق.هـ  | 2 هـ  | صحابي من السابقين إلى الإسلام، كان حليفًا لبني عدي. كان عاقل من بين قتلى غزوة بدر | قُتل في المعركة                  |
| قريش    | بنو عدي       | 62 | عامر بن البكير الليثي           | -        | 12 هـ | صحابي من السابقين إلى الإسلام، كان حليفًا لبني عدي، شهد المشاهد كلها مع النبي محمد، وشارك في حروب الردة، وقُتل في معركة اليمامة |                                 |
| قريش    | بنو عدي       | 63 | خالد بن البكير الليثي           | 30 ق.هـ  | 4 هـ  | صحابي من السابقين إلى الإسلام، كان حليفًا لبني عدي، شارك في غزوتي بدر وأحد، وقُتل في يوم الرجيع |                                 |
| قريش    | بنو عدي       | 54 | إياس بن البكير الليثي           | -        | 34 هـ | صحابي من السابقين إلى الإسلام، كان حليفًا لبني عدي، شهد المشاهد كلها مع النبي محمد، وشارك في الفتح الإسلامي لمصر |                                 |
| قريش    | بنو جُمح       | 65 | عثمان بن مظعون                  | -        | 3 هـ  | صحابي من السابقين إلى الإسلام، هاجر إلى الحبشة، ثم إلى يثرب، وهو أول المهاجرين وفاةً في المدينة، وأول من دفن في بقيع الغرقد |                                 |
| قريش    | بنو جُمح       | 66 | عبد الله بن مظعون               | 30 ق.هـ  | 30 هـ | صحابي من السابقين إلى الإسلام، هاجر إلى الحبشة، ثم إلى يثرب، وشهد مع النبي محمد المشاهد كلها |                                 |
| قريش    | بنو جُمح       | 67 | قدامة بن مظعون                  | 32 ق.هـ  | 36 هـ | صحابي من السابقين إلى الإسلام، هاجر إلى الحبشة، ثم إلى يثرب، وشهد مع النبي محمد المشاهد كلها. تولي قدامة إمارة البحرين في عهد عمر بن الخطاب، وعزله عمر، وأقام عليه حدّ الخمر |                                 |
| قريش    | بنو جُمح       | 68 | السائب بن عثمان                 | -        | 12 هـ | صحابي من السابقين إلى الإسلام، شهد مع النبي محمد المشاهد كلها. توفي في حروب الردة في معركة اليمامة |                                 |
| قريش    | بنو جُمح       | 69 | معمر بن الحارث                  | -        | -     | صحابي من السابقين إلى الإسلام، هاجر إلى يثرب، وشهد مع النبي محمد غزواته كلها، وتوفي في خلافة عمر بن الخطاب. |                                 |
| قريش    | بنو سهم       | 70 | خنيس بن حذافة                   | -        | 3 هـ  | صحابي من السابقين إلى الإسلام، هاجر إلى الحبشة، ثم هاجر إلى يثرب، وشهد غزوتي بدر وأحد مع النبي محمد، وتوفي في المدينة المنورة متأثرًا بجراح أصيب بها في غزوة أحد |                                 |
| قريش    | بنو عامر      | 71 | عبد الله بن مخرمة               | 29 ق.هـ  | 12 هـ | صحابي من السابقين إلى الإسلام. هاجر إلى الحبشة الهجرة الثانية، ثم هاجر إلى يثرب، وشهد مع النبي محمد المشاهد كلها، وقُتل في معركة اليمامة |                                 |
| قريش    | بنو عامر      | 72 | عبد الله بن سهيل                | 26 ق.هـ  | 12 هـ | صحابي أسلم قديمًا وهاجر إلى الحبشة، ثم عاد فحبسه أبوه وقيّده، حتى أظهر رجعته عن الإسلام، وسار مع جيش قريش إلى بدر، وقبل بدأ القتال، فر من معسكر قريش، وانضم إلى معسكر المسلمين. ثم شهد باقي المشاهد مع النبي محمد. وقد قُتل عبد الله في معركة اليمامة. |                                 |
| قريش    | بنو عامر      | 73 | أبو سبرة بن أبي رهم             | -        | -     | صحابي من السابقين إلى الإسلام، وابن عمة النبي محمد. هاجر إلى الحبشة ثم إلى يثرب، وشهد مع النبي محمد المشاهد كلها. وبعد وفاة النبي محمد، شارك أبو سبرة في الفتح الإسلامي لفارس، واختاره الخليفة عمر بن الخطاب لقيادة الجيش الذي فتح تستر والسوس وجنديسابور. انتقل أبو سبرة في أواخر حياته للإقامة في مكة حتى توفي في خلافة عثمان بن عفان |                                 |
| قريش    | بنو عامر      | 74 | حاطب بن عمرو                    | -        | -     | صحابي من السابقين إلى الإسلام، هاجر إى الحبشة الهجرتين، ثم هاجر إلى يثرب، وشهد مع النبي محمد غزوتي بدر وأحد |                                 |
| قريش    | بنو عامر      | 75 | عمير بن عوف                     | -        | -     | صحابي كان مولى لسهيل بن عمرو، أسلم بمكة، ثم هاجر إلى المدينة، وشهد مع النبي محمد المشاهد كلها، وتوفي في خلافة عمر بن الخطاب. |                                 |
| قريش    | بنو عامر      | 76 | سعد بن خولة                     | 23 ق.هـ  | 7 هـ  | صحابي من السابقين إلى الإسلام، هاجر إلى الحبشة ثم إلى يثرب، وشهد غزوات بدر وأحد والخندق وصلح الحديبية مع النبي محمد، ثم عاد إلى مكة، فمات بها قبل الفتح |                                 |
| قريش    | بنو الحارث    | 77 | أبو عبيدة بن الجراح             | 40 ق.هـ  | 18 هـ | صحابي وقائد مسلم من السابقين الأولين إلى الإسلام وهو أحد العشرة المبشرين بالجنة. هاجر أبو عبيدة إلى الحبشة ثم إلى يثرب، وشهد مع النبي محمد المشاهد كلها، وكان من الذين ثبتوا في ميدان المعركة مع النبي محمد يوم أُحُد. ثم شارك في الفتح الإسلامي للشام فكان واحدًا من قادة الجيوش الأربعة الذين عيَّنهم أبو بكر، قبل أن يوحّدهم تحت قيادة خالد بن الوليد. ولما ولي عمر بن الخطاب الخلافة عزل خالد، واستبدله بأبي عبيدة. توفي أبو عبيدة سنة 18 هـ في طاعون عمواس في غور الأردن ودُفن فيه. |                                 |
| قريش    | بنو الحارث    | 78 | سهيل بن بيضاء                   | 31 ق.هـ  | 9 هـ  | صحابي من السابقين إلى الإسلام، هاجر إلى الحبشة، ثم إلى يثرب، وشهد مع النبي محمد المشاهد كلها، وتوفي في المدينة المنورة بعد العودة من غزوة تبوك |                                 |
| قريش    | بنو الحارث    | 79 | صفوان بن بيضاء                  | -        | 2 هـ  | صحابي أسلم في مكة، وهاجر إلى يثرب، وشارك في سرية عبد الله بن جحش إلى نخلة، ثم في غزوة بدر التي قُتل فيها | قُتل في المعركة                  |
| قريش    | بنو الحارث    | 80 | معمر بن أبي سرح                 | -        | 30 هـ | صحابي أسلم قديمًا وهاجر إلى الحبشة، ثم إلى يثرب، وشهد مع النبي محمد غزواته كلها، وتوفي في خلافة عثمان بن عفان. |                                 |
| قريش    | بنو الحارث    | 81 | عياض بن زهير                    | -        | 30 هـ | صحابي أسلم وهاجر إلى الحبشة الهجرة الثانية، ثم إلى يثرب، وشهد مع النبي محمد غزواته كلها، وتوفي في خلافة عثمان بن عفان. |                                 |
| قريش    | بنو الحارث    | 82 | عمرو بن أبي عمرو                | -        | 36 هـ | صحابي شهد غزوة بدر، وقُتل يوم الجمل وهو في جيش علي بن أبي طالب. |                                 |

## الأنصار

### الأوس
| القبيلة | البطن               | م  | المشارك في المعركة             | ولد     | توفي  | نبذة | ملاحظات         |
| ------- | ------------------- | -- | ------------------------------ | ------- | ----- | --- | --------------- |
| الأوس   | بنو عبد الأشهل      | 1  | سعد بن معاذ                    | 32 ق.هـ | 5 هـ  | صحابي كان سيدًا للأوس في يثرب قبل الهجرة النبوية. أسلم سعد على يد مصعب بن عمير، فأسلم بإسلامه بنو عبد الأشهل كلهم. شهد سعد بن معاذ مع النبي محمد غزوة بدر، وكان حامل لواء الأوس فيها، ثم شهد غزوتي أحد والخندق التي أصيب فيها إصابة بليغة. ولما حاصر النبي محمد بني قريظة، قبلوا بالاستسلام على أن يُحكَّمْ فيهم سعد بن معاذ، فحُمل إليهم وهو جريح، فحكم بتقتيلهم، واغتنام أموالهم، وسبي ذراريهم. بعد غزوة بني قريظة، انتقض جرح سعد، ولم يلبث إلا يسيرًا ومات. | حامل لواء الأوس |
| الأوس   | بنو عبد الأشهل      | 2  | عمرو بن معاذ                   | 29 ق.هـ | 3 هـ  | صحابي شهد غزوة بدر وقُتل يوم أحد قتله ضرار بن الخطاب. |                 |
| الأوس   | بنو عبد الأشهل      | 3  | الحارث بن أوس بن معاذ          | 25 ق.هـ | 3 هـ  | صحابي، شهد مع النبي محمد غزوة بدر، وكان ممن شارك في قتل كعب بن الأشرف، وقُتل في غزوة أحد. |                 |
| الأوس   | بنو عبد الأشهل      | 4  | الحارث بن أنس بن رافع          | -       | 3 هـ  | صحابي شهد غزوة بدر، وقُتل في غزوة أحد. |                 |
| الأوس   | بنو عبد الأشهل      | 5  | سعد بن زيد بن مالك             | -       | -     | صحابي قيل شهد بيعة العقبة الثانية، والمشاهد كلها. كما أرسله النبي محمد إلى نجد بسبايا من سبايا غزوة بني قريظة ليشتري بها خيلاً وسلاحًا، واختاره النبي محمد أيضًا لقيادة السرية التي بعثها النبي محمد لهدم صنم مناة بالمشلل، في رمضان سنة 8 هـ. |                 |
| الأوس   | بنو عبد الأشهل      | 6  | سلمة بن سلامة بن وقش           | 25 ق.هـ | 45 هـ | صحابي شهد بيعة العقبة الأولى والثانية، والمشاهد كلها. وقيل أن الخليفة الثاني عمر بن الخطاب استعمله على اليمامة. توفي في خلافة معاوية بن أبي سفيان، ودفن في المدينة المنورة. |                 |
| الأوس   | بنو عبد الأشهل      | 7  | عباد بن بشر                    | 33 ق.هـ | 12 هـ | صحابي، أسلم على يد مصعب بن عمير، وشهد مع النبي محمد غزواته كلها، وشارك بعد وفاة النبي محمد في حروب الردة، فقُتل في معركة اليمامة. |                 |
| الأوس   | بنو عبد الأشهل      | 8  | سلمة بن ثابت بن وقش            | -       | 3 هـ  | صحابي شهد غزوة بدر، وقُتل في غزوة أحد قتله أبو سفيان بن حرب. |                 |
| الأوس   | بنو عبد الأشهل      | 9  | رافع بن يزيد بن كرز            | -       | 3 هـ  | صحابي شهد غزوة بدر، وقُتل في غزوة أحد. |                 |
| الأوس   | بنو عمرو بن جشم     | 10 | أبو الهيثم بن التيهان          | -       | 20 هـ | صحابي، شهد المشاهد كلها، وهو أحد الستة تلقّوا دعوة الإسلام من النبي محمد في مكة حين عرض الإسلام على القبائل في موسم الحج. |                 |
| الأوس   | بنو عمرو بن جشم     | 11 | عبد الله بن سهل بن زيد         | -       | 5 هـ  | صحابي، كان حليفًا لبني عبد الأشهل. شهد غزوات بدر وأحد وقُتل يوم الخندق. |                 |
| الأوس   | بنو حارثة بن الحارث | 12 | محمد بن مسلمة                  | 31 ق.هـ | 46 هـ | صحابي، كان حليفًا لبني عبد الأشهل. أسلم قديمًا، وشهد المشاهد كلها إلا غزوة تبوك، وشارك في الفتح الإسلامي لمصر، وكان المبعوث الخاص لعمر بن الخطاب إلى ولاته. اعتزل محمد بن مسلمة الفتنة، وسكن الربذة إلى أن قُتل في خلافة معاوية بن أبي سفيان. |                 |
| الأوس   | بنو حارثة بن الحارث | 13 | مسعود بن سعد بن عامر           | -       | 5 هـ  | صحابي شهد غزوة بدر، وغزوة أحد، وقُتل في غزوة الخندق. |                 |
| الأوس   | بنو حارثة بن الحارث | 14 | أبو عبس بن جبر                 | 36 ق.هـ | 34 هـ | صحابي بدري، شهد المشاهد كلها، وتوفي في خلافة عثمان بن عفان. |                 |
| الأوس   | بنو حارثة بن الحارث | 15 | سلمة بن أسلم                   | 49 ق.هـ | 14 هـ | صحابي، كان حليفًا لبني عبد الأشهل. شهد المشاهد كلها، وقُتل في معركة الجسر. |                 |
| الأوس   | بنو حارثة بن الحارث | 16 | أبو بردة بن نيار البلوي        | -       | 42 هـ | صحابي كان حليفًا لبني حارثة بن الحارث، فهو من الأنصار. شهد بيعة العقبة الثانية وبايع النبي بها، وشهد المشاهد كلها، وشارك مع علي بن أبي طالب في حروبه كلها، ومات في خلافة معاوية بن أبي سفيان. |                 |
| الأوس   | بنو ظفر             | 17 | قتادة بن النعمان               | 42 ق.هـ | 23 هـ | صحابي، بايع النبي محمد بيعة العقبة الثانية، وشهد معه المشاهد كلها، وتوفي في آخر خلافة عمر بن الخطاب. |                 |
| الأوس   | بنو ظفر             | 18 | عبيد بن أوس بن مالك            | -       | -     | صحابي شهد غزوة بدر، وقيل أنه أسر يوم بدر العباس بن عبد المطلب ونوفل بن الحارث وعقيل بن أبي طالب، فقرنهم في حبل، وأتى بهم النبي محمد، فسمّاه مقرنًا. |                 |
| الأوس   | بنو ظفر             | 19 | نصر بن الحارث بن عبيد          | -       | 15 هـ | صحابي شهد غزوة بدر، قيل قُتل في معركة القادسية. |                 |
| الأوس   | بنو ظفر             | 20 | عبد الله بن طارق البلوي        | -       | 4 هـ  | صحابي، كان حليفًا لبني ظفر، شهد غزوتي بدر وأحد، وقُتل في يوم الرجيع، ودُفن بمر الظهران. |                 |
| الأوس   | بنو ظفر             | 21 | معتب بن عبيد البلوي            | -       | -     | صحابي، كان حليفًا لبني ظفر، شهد غزوة بدر، وهو أخو عبد الله بن طارق لأمه. |                 |
| الأوس   | بنو غنم بن السلم    | 22 | سعد بن خيثمة                   | -       | 2 هـ  | صحابي بايع النبي محمد بيعة العقبة الثانية، وكان أحد نقباء الأنصار الإثنا عشر. لما هاجر المهاجرون كان سعد ممن يستضيفونهم في بيوتهم، ولما هاجر النبي محمد اتخذ من داره مقرًا يجلس فيه للناس يعلمهم دينهم. شهد سعد غزوة بدر، وقُتل فيها. | قُتل في المعركة  |
| الأوس   | بنو غنم بن السلم    | 23 | المنذر بن قدامة بن الحارث      | -       | -     | صحابي شهد غزوتي بدر وأحد، وكان على أسارى غزوة بني قينقاع. |                 |
| الأوس   | بنو غنم بن السلم    | 24 | مالك بن قدامة بن الحارث        | -       | -     | صحابي شهد غزوتي بدر وأحد |                 |
| الأوس   | بنو غنم بن السلم    | 25 | تميم مولى سعد بن خيثمة         | -       | -     | صحابي كان مولى لسعد بن خيثمة شهد غزوتي بدر وأحد. |                 |
| الأوس   | بنو أمية بن زيد     | 26 | مبشر بن عبد المنذر             | -       | 2 هـ  | صحابي، شهد غزوة بدر، وقُتل في المعركة. | قُتل في المعركة  |
| الأوس   | بنو أمية بن زيد     | 27 | رفاعة بن عبد المنذر            | -       | 3 هـ  | صحابي بايع النبي محمد بيعة العقبة الثانية، وشهد غزوة بدر، وقُتل في غزوة أحد. |                 |
| الأوس   | بنو أمية بن زيد     | 28 | سعد بن عبيد بن النعمان         | 48 ق.هـ | 16 هـ | صحابي، شهد مع النبي محمد المشاهد كلها، ثم شارك بعد وفاة النبي محمد في الفتح الإسلامي لفارس، فشهد موقعة الجسر وقُتل في معركة القادسية، قيل أن سعد بن عبيد هو أبي زيد أحد الأربعة الذين جمعوا القرآن على عهد النبي محمد من الأنصار. |                 |
| الأوس   | بنو أمية بن زيد     | 29 | عويم بن ساعدة                  | -       | -     | صحابي، كان واحدًا من الثمانية الذين لقوا النبي محمد بمكة، فعرض عليهم الإسلام، فأسلموا، ومهدوا لإسلام الأنصار. شهد مع النبي محمد المشاهد كلها، وتوفي في خلافة عمر بن الخطاب. |                 |
| الأوس   | بنو أمية بن زيد     | 30 | ثعلبة بن حاطب                  | -       | 3 هـ  | صحابي، ذكره موسى بن عقبة وابن إسحاق وابن الكلبي فيمن شهد غزوة بدر، وزاد ابن الكلبي أنه قتل بغزوة أحد. |                 |
| الأوس   | بنو أمية بن زيد     | 31 | رافع بن عنجدة البلوي           | -       | -     | صحابي كان حليفًا لبني أمية بن زيد، شهد مع النبي غزوات بدر وأحد والخندق. |                 |
| الأوس   | بنو أمية بن زيد     | 32 | عبيد بن أبي عبيد البلوي        | -       | -     | صحابي كان حليفًا لبني أمية بن زيد، شهد مع النبي غزوات بدر وأحد والخندق. |                 |
| الأوس   | بنو ضبيعة بن زيد    | 33 | عاصم بن ثابت                   | -       | 4 هـ  | صحابي بايع النبي محمد بيعة العقبة، وشهد معه غزوتي بدر وأحد، وقُتل يوم الرجيع. |                 |
| الأوس   | بنو ضبيعة بن زيد    | 34 | معتب بن قشير                   | -       | -     | صحابي شهد بيعة العقبة، وغزوتي بدر وأحد. |                 |
| الأوس   | بنو ضبيعة بن زيد    | 35 | عمير بن معبد                   | -       | -     | صحابي شهد مع النبي محمد المشاهد كلها، وكان أحد المائة الذين صبروا على القتال معه يوم حنين. |                 |
| الأوس   | بنو ضبيعة بن زيد    | 36 | أبو مليل بن الأزعر             | -       | -     | صحابي شهد غزوتي بدر وأحد. |                 |
| الأوس   | بنو عبيد بن زيد     | 37 | أنيس بن قتادة                  | -       | 3 هـ  | صحابي شهد غزوتي بدر وأحد التي قُتل فيها. |                 |
| الأوس   | بنو عبيد بن زيد     | 38 | معن بن عدي البلوي              | -       | 12 هـ | صحابي، كان حليفًا لبني مالك بن عوف، شهد مع النبي محمد المشاهد كلها، وقُتل في معركة اليمامة. |                 |
| الأوس   | بنو عبيد بن زيد     | 39 | ثابت بن أقرم البلوي            | -       | 12 هـ | صحابي، كان حليفًا لبني مالك بن عوف، شهد المشاهد كلها، كما شارك في غزوة مؤتة، ثم شارك في حروب الردة، وقُتل قبل معركة بزاخة. |                 |
| الأوس   | بنو عبيد بن زيد     | 40 | زيد بن أسلم البلوي             | -       | -     | صحابي، كان حليفًا لبني مالك بن عوف، شهد غزوتي بدر وأحد. |                 |
| الأوس   | بنو عبيد بن زيد     | 41 | عبد الله بن سلمة البلوي        | -       | 3 هـ  | صحابي، كان حليفًا لبني مالك بن عوف، شهد غزوة بدر، وقُتل في غزوة أحد. |                 |
| الأوس   | بنو عبيد بن زيد     | 42 | ربعي بن رافع البلوي            | -       | -     | صحابي، كان حليفًا لبني مالك بن عوف، شهد غزوتي بدر وأحد. |                 |
| الأوس   | بنو معاوية بن مالك  | 43 | جبر بن عتيك                    | 29 ق.هـ | 61 هـ | صحابي، شهد مع النبي محمد المشاهد كلها، وكانت إليه راية بني معاوية بن مالك يوم فتح مكة. |                 |
| الأوس   | بنو معاوية بن مالك  | 44 | النعمان بن عصر البلوي          | -       | 12 هـ | صحابي، كان حليفًا لبني معاوية بن مالك، شهد مع النبي محمد المشاهد كلها، وقتل في معركة اليمامة. |                 |
| الأوس   | بنو معاوية بن مالك  | 45 | مالك بن نميلة المُزني           | -       | 3 هـ  | صحابي، كان حليفًا لبني معاوية بن مالك، شهد غزوة بدر، وقُتل في غزوة أحد. |                 |
| الأوس   | بنو جحجبا بن كلفة   | 46 | المنذر بن محمد بن عقبة         | -       | 3 هـ  | صحابي، شهد غزوتي بدر وأحد، وقُتل يوم بئر معونة. |                 |
| الأوس   | بنو جحجبا بن كلفة   | 47 | أبو عقيل بن عبد الله البلوي    | -       | 12 هـ | صحابي، كان حليفًا لبني جحجبا بن كلفة، شهد المشاهد كلها، وقُتل يوم اليمامة. |                 |
| الأوس   | بنو حنش بن عوف      | 48 | سهل بن حنيف                    | -       | 38 هـ | صحابي، شهد المشاهد كلها، وثبت مع النبي محمد يوم أحد. صاحب علي بن أبي طالب بعد استخلافه، فولاه المدينة المنورة والبصرة وبلاد فارس، كما شهد معه وقعة صفين. |                 |
| الأوس   | بنو ثعلبة بن عمرو   | 49 | عبد الله بن جبير               | -       | 3 هـ  | صحابي، شهد بيعة العقبة وغزوة بدر وقُتل يوم أحد، وكان أمير الرماة يومها. |                 |
| الأوس   | بنو ثعلبة بن عمرو   | 50 | الحارث بن النعمان بن أمية      | -       | -     | صحابي، شهد غزوتي بدر وأحد. |                 |
| الأوس   | بنو ثعلبة بن عمرو   | 51 | أبو الضياح بن ثابت بن النعمان  | -       | 7 هـ  | صحابي، شهد غزوات بدر وأحد والخندق، وصلح الحديبية، وقتل يوم خيبر. |                 |
| الأوس   | بنو ثعلبة بن عمرو   | 52 | النعمان بن أبي خزمة بن النعمان | -       | -     | صحابي، شهد غزوتي بدر وأحد. |                 |
| الأوس   | بنو ثعلبة بن عمرو   | 53 | أبو حنة بن عمرو بن ثابت        | -       | 3 هـ  | صحابي، قيل اسمه أبو حبة، شهد غزوة بدر، وقُتل يوم أحد. |                 |
| الأوس   | بنو ثعلبة بن عمرو   | 54 | عاصم بن قيس بن ثابت            | -       | -     | صحابي، شهد غزوتي بدر وأحد. |                 |
| الأوس   | بنو ثعلبة بن عمرو   | 55 | سالم بن عمير                   | -       | -     | صحابي، شهد المشاهد كلها، وهو الذي قتل أبا عفك اليهودي. |                 |

### الخزرج
| القبيلة | البطن                 | م   | المشارك في المعركة                   | ولد     | توفي  | نبذة | ملاحظات                                    |
| ------- | --------------------- | --- | ------------------------------------ | ------- | ----- | --- | ------------------------------------------ |
| الخزرج  | بنو غنم بن مالك       | 1   | أبو أيوب الأنصاري                    | -       | 52 هـ | صحابي، شهد بيعة العقبة الثانية والمشاهد كلها، وهو الذي خصَّه النبي محمد بالنزول في بيته عندما قدم إلى يثرب مهاجراً، وأقام عنده حتى بنى حجره ومسجده وانتقل إليها. كان أبو أيوب الأنصاري مع علي بن أبي طالب ومن خاصته، فولاّه على المدينة المنورة حتى دخلها جند معاوية، فلحق به في العراق، وكان على خيله يوم النهروان. توفي أبو أيوب الأنصاري مريضًا، وهو في جيش يزيد بن معاوية المتوجه إلى القسطنطينية. |                                            |
| الخزرج  | بنو غنم بن مالك       | 2   | ثابت بن خالد                         | -       | 4 هـ  | صحابي، شهد مع النبي محمد غزوتي بدر وأحد، قيل قُتل يوم بئر معونة، وقيل قُتل يوم اليمامة. |                                            |
| الخزرج  | بنو غنم بن مالك       | 3   | عمارة بن حزم                         | -       | 12 هـ | صحابي، شهد بيعة العقبة الثانية، وشهد المشاهد كلها، وقتل في معركة اليمامة. |                                            |
| الخزرج  | بنو غنم بن مالك       | 4   | سراقة بن كعب بن عمرو                 | -       | -     | صحابي، شهد المشاهد كلها، وتوفي في خلافة معاوية بن أبي سفيان. |                                            |
| الخزرج  | بنو غنم بن مالك       | 5   | حارثة بن النعمان                     | -       | -     | صحابي، شهد المشاهد كلها، وهو الذي رأى جبريل مرتين، وتوفي في خلافة معاوية بن أبي سفيان. |                                            |
| الخزرج  | بنو غنم بن مالك       | 6   | سليم بن قيس بن قهد                   | -       | -     | صحابي، شهد المشاهد كلها، وتوفي في خلافة عثمان بن عفان. |                                            |
| الخزرج  | بنو غنم بن مالك       | 7   | سهيل بن رافع                         | -       | -     | صحابي، شهد المشاهد كلها، وتوفي في خلافة عمر بن الخطاب، وهو أحد اليتيمين اللذان كانا يمتلكان الأرض التي بُني فوقها المسجد النبوي. |                                            |
| الخزرج  | بنو غنم بن مالك       | 8   | مسعود بن أوس                         | -       | -     | صحابي، شهد المشاهد كلها، وتوفي في خلافة عمر بن الخطاب. |                                            |
| الخزرج  | بنو غنم بن مالك       | 9   | خزيمة بن أوس                         | -       | 13 هـ | صحابي، شهد المشاهد كلها، وقتل في موقعة الجسر. |                                            |
| الخزرج  | بنو غنم بن مالك       | 10  | رافع بن الحارث بن سواد               | -       | -     | صحابي، شهد المشاهد كلها، وتوفي في خلافة عثمان بن عفان. |                                            |
| الخزرج  | بنو غنم بن مالك       | 11  | معاذ بن الحارث                       | -       | -     | صحابي، بايع العقبتين الأولى والثانية، شهد المشاهد كلها، وتوفي في خلافة علي بن أبي طالب. |                                            |
| الخزرج  | بنو غنم بن مالك       | 12  | معوذ بن الحارث                       | -       | 2 هـ  | صحابي، شهد غزوة بدر، وشارك في قتل أبي جهل، وقُتل في المعركة. | قُتل في المعركة                             |
| الخزرج  | بنو غنم بن مالك       | 13  | عوف بن الحارث                        | -       | 2 هـ  | صحابي، قيل بايع العقبتين الأولى والثانية، شهد غزوة بدر، وشارك في قتل أبي جهل، وقُتل في المعركة. | قُتل في المعركة                             |
| الخزرج  | بنو غنم بن مالك       | 14  | النعيمان بن عمرو                     | -       | -     | صحابي، شهد بيعة العقبة الآخرة، والمشاهد كلها، وتوفي في خلافة معاوية بن أبي سفيان. |                                            |
| الخزرج  | بنو غنم بن مالك       | 15  | عامر بن مخلد                         | -       | 3 هـ  | صحابي، شهد غزوة بدر، وقُتل يوم أحد. |                                            |
| الخزرج  | بنو غنم بن مالك       | 16  | عبد الله بن قيس بن خالد              | -       | 3 هـ  | صحابي، شهد غزوة بدر، وقُتل يوم أحد، وزعم الواقدي عاش وشهد المشاهد كلها حتى توفي في خلافة عثمان بن عفان. |                                            |
| الخزرج  | بنو غنم بن مالك       | 17  | عدي بن أبي الزغباء الجهني            | -       | -     | صحابي، كان حليفًا لبني مالك بن النجار، شهد المشاهد كلها، وتوفي في خلافة عمر بن الخطاب. |                                            |
| الخزرج  | بنو غنم بن مالك       | 18  | وديعة بن عمرو الجهني                 | -       | -     | صحابي، كان حليفًا لبني سواد بن مالك بن غنم بن مالك بن النجار، شهد غزوتي بدر وأحد. |                                            |
| الخزرج  | بنو غنم بن مالك       | 19  | أبو الحمراء مولى آل عفراء            | -       | -     | صحابي، كان مولى للحارث بن رفاعة، شعد غزوتي بدر وأحد. |                                            |
| الخزرج  | بنو معاوية بن عمرو    | 20  | أبي بن كعب                           | -       | 30 هـ | صحابي، وكاتب للوحي شهد بيعة العقبة الثانية، وشهد المشاهد كلها، وأحد أربعة جمعوا القرآن في حياة النبي محمد. |                                            |
| الخزرج  | بنو معاوية بن عمرو    | 21  | أنس بن معاذ                          | -       | -     | صحابي، قال الواقدي أنه شهد المشاهد كلها، ومات في خلافة عثمان بن عفان، بينما قال عبد الله بن محمد بن عمارة الأنصاري أنه شهد غزوتي بدر وأحد، وقُتل يوم بئر معونة. |                                            |
| الخزرج  | بنو مغالة             | 22  | أبو طلحة الأنصاري                    | 36 ق.هـ | 34 هـ | صحابي، كان أحد نقباء الأنصار في بيعة العقبة الثانية، وشهد المشاهد كلها. |                                            |
| الخزرج  | بنو مغالة             | 23  | أوس بن ثابت                          | -       | 3 هـ  | صحابي، شهد بيعة العقبة الثانية، وغزوة بدر، وقُتل يوم أحد. |                                            |
| الخزرج  | بنو مغالة             | 24  | أبو شيخ بن ثابت                      | -       | 4 هـ  | صحابي، شهد غزوتي بدر وأحد، وقُتل يوم بئر معونة. |                                            |
| الخزرج  | بنو مبذول             | 25  | ثعلبة بن عمرو بن محصن                | -       | 13 هـ | صحابي، شهد المشاهد كلها، وقُتل يوم جسر أبي عبيد. |                                            |
| الخزرج  | بنو مبذول             | 26  | سهل بن عتيك                          | -       | -     | صحابي، شهد بيعة العقبة الثانية، وشهد غزوتي بدر وأحد. |                                            |
| الخزرج  | بنو عدي بن النجار     | 27  | حارثة بن سراقة                       | -       | 2 هـ  | صحابي، شهد غزوة بدر، وقُتل فيها. | أول قتلى الأنصار في المعركة                |
| الخزرج  | بنو عدي بن النجار     | 28  | عمرو بن ثعلبة بن وهب                 | -       | -     | صحابي، شهد غزوتي بدر وأحد. |                                            |
| الخزرج  | بنو عدي بن النجار     | 29  | محرز بن عامر                         | -       | 3 هـ  | صحابي، شهد غزوة بدر، وتوفي في أول أيام تحرك جيش المسلمين إلى غزوة أحد، فهو معدود فيمن شهدها. |                                            |
| الخزرج  | بنو عدي بن النجار     | 30  | سليط بن قيس                          | -       | 13 هـ | صحابي، شهد المشاهد كلها، وقُتل في موقعة جسر أبي عبيد. |                                            |
| الخزرج  | بنو عدي بن النجار     | 31  | أبو سليط بن أبو خارجة                | -       | -     | صحابي، شهد المشاهد كلها |                                            |
| الخزرج  | بنو عدي بن النجار     | 32  | عامر بن أمية بن زيد                  | -       | -     | صحابي، شهد غزوة بدر، وقُتل يوم أحد. |                                            |
| الخزرج  | بنو عدي بن النجار     | 33  | أبو الأعور الأنصاري                  | -       | -     | صحابي، شهد غزوتي بدر وأحد. |                                            |
| الخزرج  | بنو عدي بن النجار     | 34  | قيس بن السكن                         | -       | 13 هـ | صحابي، شهد المشاهد كلها، وشارك في الفتح الإسلامي للعراق، وقُتل في موقعة الجسر، وقيل أنه أبو زيد أحد عمومة أنس بن مالك الذي ذكر أنه أحد أربعة من الأنصار الذين جمعوا القرآن. |                                            |
| الخزرج  | بنو عدي بن النجار     | 35  | سليم بن ملحان                        | -       | 4 هـ  | صحابي، شهد غزوتي بدر وأحد، وقُتل يوم بئر معونة. |                                            |
| الخزرج  | بنو عدي بن النجار     | 36  | حرام بن ملحان                        | -       | 4 هـ  | صحابي، شهد غزوتي بدر وأحد، وقُتل يوم بئر معونة، وكان أول من قُتل يومها. |                                            |
| الخزرج  | بنو عدي بن النجار     | 37  | سواد بن غزية البلوي                  | -       | -     | صحابي، كان حليفًا لبني عدي بن النجار، شهد المشاهد كلها، واستعمله النبي محمد على خيبر. |                                            |
| الخزرج  | بنو مازن بن النجار    | 38  | قيس بن أبي صعصعة                     | -       | -     | صحابي، شهد بيعة العقبة الثانية، وشهد غزوتي بدر وأحد. | قائد ساقة جيش المسلمين                     |
| الخزرج  | بنو مازن بن النجار    | 39  | عبد الله بن كعب بن عمرو              | -       | 30 هـ | صحابي، شهد المشاهد كلها، وتوفي في خلافة عثمان بن عفان. | استعمله النبي محمد على الغنائم بعد المعركة |
| الخزرج  | بنو مازن بن النجار    | 40  | أبو داود عمير بن عامر                | -       | -     | صحابي، شهد غزوتي بدر وأحد |                                            |
| الخزرج  | بنو مازن بن النجار    | 41  | سراقة بن عمرو بن عطية                | -       | 8 هـ  | صحابي، شهد غزوات بدر وأحد والخندق وخيبر، وصلح الحديبية، وعمرة القضاء، وقُتل في مؤتة. |                                            |
| الخزرج  | بنو مازن بن النجار    | 42  | قيس بن مخلد بن ثعلبة                 | -       | 3 هـ  | صحابي، شهد غزوة بدر، وقُتل يوم أحد. |                                            |
| الخزرج  | بنو مازن بن النجار    | 43  | عصيمة الأسدي                         | -       | -     | صحابي، كان حليفًا لبني مازن بن النجار، شهد غزوة بدر. |                                            |
| الخزرج  | بنو دينار بن النجار   | 44  | النعمان بن عبد عمرو                  | -       | 3 هـ  | صحابي، شهد غزوة بدر، وقُتل يوم أحد. |                                            |
| الخزرج  | بنو دينار بن النجار   | 45  | الضحاك بن عبد عمرو                   | -       | -     | صحابي، شهد غزوتي بدر وأحد. |                                            |
| الخزرج  | بنو دينار بن النجار   | 46  | جابر بن خالد بن مسعود                | -       | -     | صحابي، شهد غزوتي بدر وأحد. |                                            |
| الخزرج  | بنو دينار بن النجار   | 47  | كعب بن زيد بن قيس                    | -       | 5 هـ  | صحابي، شهد غزوتي بدر وأحد، ونجا يوم بئر معونة، ولكنه قُتل في غزوة الخندق قتله ضرار بن الخطاب الفهري. |                                            |
| الخزرج  | بنو دينار بن النجار   | 48  | سليم بن الحارث بن ثعلبة              | -       | -     | صحابي، شهد غزوة بدر، وقُتل يوم أحد. |                                            |
| الخزرج  | بنو دينار بن النجار   | 49  | سعيد بن سهيل                         | -       | -     | صحابي، شهد غزوتي بدر وأحد. |                                            |
| الخزرج  | بنو دينار بن النجار   | 50  | بجير بن أبي بجير العبسي              | -       | -     | صحابي، كان حليفًا لبني دينار بن النجار، شهد غزوتي بدر وأحد. |                                            |
| الخزرج  | بنو كعب بن الخزرج     | 51  | سعد بن الربيع                        | -       | 3 هـ  | صحابي، كان من نقباء الأنصار في بيعة العقبة الثانية، شهد غزوة بدر، وقُتل يوم أحد. |                                            |
| الخزرج  | بنو كعب بن الخزرج     | 52  | خارجة بن زيد بن أبي زهير             | -       | 3 هـ  | صحابي، شهد بيعة العقبة الثانية وغزوة بدر، وقُتل يوم أحد. |                                            |
| الخزرج  | بنو كعب بن الخزرج     | 53  | عبد الله بن رواحة                    | -       | 8 هـ  | صحابي وشاعر، وأحد نقباء الأنصار الاثنا عشر، شارك في غزوات النبي محمد، وكان أحد الشعراء الذين يدافعون بشعرهم عن النبي محمد. قُتل يوم مؤتة، وهو قائد المسلمين أمام الروم وحلفائهم الغساسنة. |                                            |
| الخزرج  | بنو كعب بن الخزرج     | 54  | خلاد بن سويد                         | -       | 5 هـ  | صحابي، شهد بيعة العقبة الثانية، وشهد غزوات بدر وأحد والخندق، وقُتل في غزوة بني قريظة رمته امرأة من بني قريظة بحجر من فوق الحصن، فقتلته. |                                            |
| الخزرج  | بنو كعب بن الخزرج     | 55  | بشير بن سعد بن ثعلبة                 | -       | 12 هـ | صحابي، شهد بيعة العقبة الثانية والمشاهد كلها، واستعمله النبي محمد في سريتين، ثم شارك في فتح العراق، وقُتل في معركة عين التمر. |                                            |
| الخزرج  | بنو كعب بن الخزرج     | 56  | سماك بن سعد بن ثعلبة                 | -       | -     | صحابي، شهد غزوتي بدر وأحد. |                                            |
| الخزرج  | بنو كعب بن الخزرج     | 57  | سبيع بن قيس                          | -       | -     | صحابي، شهد غزوتي بدر وأحد. |                                            |
| الخزرج  | بنو كعب بن الخزرج     | 58  | عبادة بن قيس                         | -       | 8 هـ  | صحابي، شهد غزوات بدر وأحد والخندق وخيبر، وصلح الحديبية، وقُتل في غزوة مؤتة. |                                            |
| الخزرج  | بنو كعب بن الخزرج     | 59  | يزيد بن الحارث                       | -       | 2 هـ  | صحابي، شهد غزوة بدر، وقتل فيها. | قُتل في المعركة                             |
| الخزرج  | بنو جشم بن الحارث     | 60  | عبد الله بن زيد بن عبد ربه           | 32 ق.هـ | 32 هـ | صحابي، شهد بيعة العقبة والمشاهد كلها، وهو الذي رأى نداء الأذان في منامه. |                                            |
| الخزرج  | بنو جشم بن الحارث     | 61  | حريث بن زيد بن عبد ربه               | -       | -     | صحابي، شهد غزوتي بدر وأحد. |                                            |
| الخزرج  | بنو جشم بن الحارث     | 62  | خبيب بن إساف                         | -       | -     | صحابي، أسلم والنبي محمد في طريقه إلى غزوة بدر، فشهدها معه، وهو الذي قتل أمية بن خلف يومها، ثم شهد باقي المشاهد كلها، وتوفي في خلافة عثمان بن عفان. |                                            |
| الخزرج  | بنو جشم بن الحارث     | 63  | سفيان بن نسر                         | -       | -     | صحابي، شهد غزوتي بدر وأحد. |                                            |
| الخزرج  | بنو خدارة             | 64  | تميم بن يعار                         | -       | -     | صحابي، شهد غزوتي بدر وأحد. |                                            |
| الخزرج  | بنو خدارة             | 65  | عبد الله بن عمير بن عدي              | -       | -     | صحابي، شهد غزوة بدر. |                                            |
| الخزرج  | بنو خدرة              | 66  | عبد الله بن الربيع بن قيس            | -       | -     | صحابي، شهد بيعة العقبة الثانية، وشهد غزوتي بدر وأحد. |                                            |
| الخزرج  | بنو خدرة              | 67  | عبد الله بن عبس                      | -       | -     | صحابي، كان حليفًا لبني الحارث بن الخزرج، شهد غزوة بدر. |                                            |
| الخزرج  | بنو خدرة              | 68  | عبد الله بن عرفطة                    | -       | -     | صحابي، كان حليفًا لبني الحارث بن الخزرج، شهد غزوة بدر. |                                            |
| الخزرج  | بنو الحبلى            | 69  | عبد الله بن عبد الله بن أبي ابن سلول | -       | 12 هـ | صحابي، شهد المشاهد كلها، ثم شهد حروب الردة، وقُتل في معركة اليمامة، وهو ابن زعيم المنافقين عبد الله بن أبي ابن سلول. |                                            |
| الخزرج  | بنو الحبلى            | 70  | أوس بن خولي                          | -       | -     | صحابي، شهد المشاهد كلها، وكان أحد المشاركين في غُسل النبي محمد، وتوفي في خلافة عثمان بن عفان. |                                            |
| الخزرج  | بنو الحبلى            | 71  | زيد بن وديعة                         | -       | 3 هـ  | صحابي، شهد غزوة بدر، وقُتل يوم أحد. |                                            |
| الخزرج  | بنو الحبلى            | 72  | رفاعة بن عمرو بن زيد                 | -       | 3 هـ  | صحابي، شهد بيعة العقبة الثانية وغزوة بدر، وقُتل يوم أحد. |                                            |
| الخزرج  | بنو الحبلى            | 73  | معبد بن عبادة                        | -       | -     | صحابي، شهد غزوتي بدر وأحد. |                                            |
| الخزرج  | بنو الحبلى            | 74  | عقبة بن وهب الغطفاني                 | -       | -     | صحابي، كان حليفًا لبني سالم بن عوف، من أوائل من أسلم من الأنصار، فشهد بيعتي العقبة، ولحق بالنبي محمد في مكة قبل هجرته، ثم هاجر معه إلى يثرب، وشهد غزوتي بدر وأحد. |                                            |
| الخزرج  | بنو الحبلى            | 75  | عامر بن سلمة البلوي                  | -       | -     | صحابي، كان حليفًا للأنصار، شهد غزوة بدر. |                                            |
| الخزرج  | بنو الحبلى            | 76  | عاصم بن العكير المُزني                | -       | -     | صحابي، كان حليفًا لبني عوف، شهد غزوتي بدر وأحد. |                                            |
| الخزرج  | بنو غنم بن عوف        | 77  | عبادة بن الصامت                      | 38 ق.هـ | 34 هـ | صحابي، شهد العقبتين، والمشاهد كلها، ثم شارك في الفتح الإسلامي لمصر، وسكن الشام، وتولى إمرة حمص لفترة، ثم قضاء فلسطين حتى توفي في الرملة بفلسطين. |                                            |
| الخزرج  | بنو غنم بن عوف        | 78  | أوس بن الصامت                        | -       | -     | صحابي، شهد المشاهد كلها، وهو الذي ظاهر زوجته، فنزلت فيه وفي زوجته خولة بنت ثعلبة آية الظهار. |                                            |
| الخزرج  | بنو غنم بن عوف        | 79  | النعمان بن مالك                      | -       | 3 هـ  | صحابي، شهد غزوة بدر، وقُتل يوم أحد. |                                            |
| الخزرج  | بنو غنم بن عوف        | 80  | مالك بن الدخشم                       | -       | -     | صحابي، اختُلف في شهوده بيعة العقبة، لكنه شهد المشاهد كلها، وهو الذي أسر سهيل بن عمرو يوم بدر، وكما أرسله النبي محمد بعد غزوة تبوك مع معن بن عدي لحرق مسجد ضرار. |                                            |
| الخزرج  | بنو غنم بن عوف        | 81  | نوفل بن ثعلبة                        | -       | 3 هـ  | صحابي، شهد غزوة بدر، وقُتل يوم أحد. |                                            |
| الخزرج  | بنو غنم بن عوف        | 82  | عتبان بن مالك                        | -       | -     | صحابي، شهد غزوات بدر وأحد والخندق، ثم ذهب بصره، وهو الذي سأل النبي محمد أن يرخّص له الصلاة في منزله، فلم يُرَخِّص له. توفي عتبان في وسط خلافة معاوية بن أبي سفيان. |                                            |
| الخزرج  | بنو غنم بن عوف        | 83  | مليل بن وبرة                         | -       | -     | صحابي، شهد غزوتي بدر وأحد. |                                            |
| الخزرج  | بنو غنم بن عوف        | 84  | ثابت بن هزال                         | -       | 12 هـ | صحابي، شهد المشاهد كلها، وقُتل يوم اليمامة. |                                            |
| الخزرج  | بنو غنم بن عوف        | 85  | الربيع بن إياس                       | -       | -     | صحابي، شهد غزوتي بدر وأحد. |                                            |
| الخزرج  | بنو غنم بن عوف        | 86  | ودفة بن إياس                         | -       | 12 هـ | صحابي، شهد المشاهد كلها، وقُتل يوم اليمامة. |                                            |
| الخزرج  | بنو غنم بن عوف        | 87  | الحارث بن خزمة                       | 27 ق.هـ | 40 هـ | صحابي، شهد المشاهد كلها، وتوفي في آخر خلافة علي بن أبي طالب. |                                            |
| الخزرج  | بنو غنم بن عوف        | 88  | المجذر بن زياد البلوي                | -       | 3 هـ  | صحابي، كان حليفًا بني غنم بن عوف، كان سببًا في اندلاع يوم بعاث في الجاهلية لما قتل سويد بن الصامت، ثم أسلم وشهد غزوة بدر، وقُتل في غزوة أحد غدرًا قتله الحارث بن سويد بن الصامت ثأرًا لأبيه. |                                            |
| الخزرج  | بنو غنم بن عوف        | 89  | عبدة بن الحسحاس البلوي               | -       | 3 هـ  | صحابي، كان حليفًا بني غنم بن عوف، شهد غزوة بدر، وقُتل يوم أحد. |                                            |
| الخزرج  | بنو غنم بن عوف        | 90  | بحاث بن ثعلبة البلوي                 | -       | -     | صحابي، كان حليفًا بني غنم بن عوف، شهد غزوتي بدر وأحد. |                                            |
| الخزرج  | بنو غنم بن عوف        | 91  | عبد الله بن ثعلبة البلوي             | -       | -     | صحابي، كان حليفًا بني غنم بن عوف، شهد غزوتي بدر وأحد. |                                            |
| الخزرج  | بنو غنم بن عوف        | 92  | عتبة بن ربيعة البهرائي               | -       | -     | صحابي، كان حليفًا بني غنم بن عوف، شهد غزوتي بدر وأحد. |                                            |
| الخزرج  | بنو غنم بن عوف        | 93  | عمرو بن إياس الغساني                 | -       | -     | صحابي، كان حليفًا بني غنم بن عوف، شهد غزوتي بدر وأحد. |                                            |
| الخزرج  | بنو ساعدة             | 94  | أبو دجانة سماك بن خرشة               | -       | 12 هـ | صحابي، شهد غزوات بدر وأحد وخيبر وحُنين، وقُتل في معركة اليمامة. |                                            |
| الخزرج  | بنو ساعدة             | 95  | المنذر بن عمرو                       | -       | 4 هـ  | صحابي، شهد بيعة العقبة الثانية، وكان أحد النقباء الاثني عشر. كما شهد غزوتي بدر وأحد، وكان أميرًا على سرية بئر معونة، وقُتل يومها. |                                            |
| الخزرج  | بنو ساعدة             | 96  | أبو أسيد الساعدي                     | -       | 40 هـ | صحابي، شهد المشاهد كلها، وكانت مع راية بني ساعدة يوم فتح مكة. |                                            |
| الخزرج  | بنو ساعدة             | 97  | مالك بن مسعود                        | -       | -     | صحابي، شهد غزوتي بدر وأحد. |                                            |
| الخزرج  | بنو ساعدة             | 98  | عبد رب بن حق                         | -       | -     | صحابي، شهد غزوتي بدر وأحد. |                                            |
| الخزرج  | بنو ساعدة             | 99  | زياد بن كعب الجُهني                   | -       | -     | صحابي، كان حليفًا لبني ساعدة، شهد غزوتي بدر وأحد. |                                            |
| الخزرج  | بنو ساعدة             | 100 | ضمرة بن عمرو الجُهني                  | -       | 3 هـ  | صحابي، كان حليفًا لبني ساعدة، شهد غزوة بدر، وقُتل يوم أحد. |                                            |
| الخزرج  | بنو ساعدة             | 101 | بسبس بن عمرو الجُهني                  | -       | -     | صحابي، كان حليفًا لبني ساعدة، أرسله النبي محمد قبل غزوة بدر مع عدي بن أبي الزغباء ليتحسسا خبر عير أبي سفيان، ثم عادا فشهدا المعركة. |                                            |
| الخزرج  | بنو ساعدة             | 102 | كعب بن جماز الجُهني                   | -       | -     | صحابي، شهد غزوتي بدر وأحد. |                                            |
| الخزرج  | بنو حرام              | 103 | عبد الله بن عمرو بن حرام             | -       | 3 هـ  | صحابي، شهد بيعة العقبة الثانية، وكان فيها من نقباء الأنصار، وشهد غزوة بدر، ثم قُتل يوم أحد. |                                            |
| الخزرج  | بنو حرام              | 104 | خراش بن الصمة                        | -       | -     | صحابي، شهد غزوة بدر، وكان معه يومها فرسين، كما شهد غزوة أحد. |                                            |
| الخزرج  | بنو حرام              | 105 | عمير بن الحمام                       | -       | 2 هـ  | صحابي، شهد الغزوة، وقُتل فيها. | قُتل في المعركة                             |
| الخزرج  | بنو حرام              | 106 | معاذ بن عمرو بن الجموح               | -       | -     | صحابي، شهد بيعة العقبة الثانية، وغزوتي بدر وأحد، واختلفوا أهو من شارك في قتل أبي جهل، أم أن قاتله معاذ بن عفراء. |                                            |
| الخزرج  | بنو حرام              | 107 | خلاد بن عمرو بن الجموح               | -       | -     | صحابي، شهد غزوتي بدر وأحد. |                                            |
| الخزرج  | بنو حرام              | 108 | الحباب بن المنذر                     | 31 ق.هـ | -     | صحابي، شهد المشاهد كلها، وهو الذي أشار على النبي محمد يوم بدر بأن يحول بين قريش وماء بدر، كما كان من أصحاب الرأي يوم السقيفة. | حامل لواء الخزرج                           |
| الخزرج  | بنو حرام              | 109 | عقبة بن عامر بن نابي                 | -       | 12 هـ | صحابي، شهد العقبتين، والمشاهد كلها، ثم شارك في حروب الردة، وقُتل في معركة اليمامة. |                                            |
| الخزرج  | بنو حرام              | 110 | ثابت بن الجذع                        | -       | 8 هـ  | صحابي، شهد بيعة العقبة الثانية، غزوات بدر وأحد والخندق وخيبر، وصلح الحديبية وفتح مكة، وقُتل يوم الطائف. |                                            |
| الخزرج  | بنو حرام              | 111 | عمير بن الحارث بن ثعلبة              | -       | -     | صحابي، شهد بيعة العقبة الثانية، وغزوتي بدر وأحد. |                                            |
| الخزرج  | بنو حرام              | 112 | تميم مولى خراش بن الصمة              | -       | -     | صحابي، كان مولى لخراش بن الصمة، وشهد غزوتي بدر وأحد. |                                            |
| الخزرج  | بنو حرام              | 113 | حبيب بن الأسود                       | -       | -     | صحابي، كان مولى لبني حرام، شهد غزوتي بدر وأحد. |                                            |
| الخزرج  | بنو عبيد بن عدي       | 114 | بشر بن البراء بن معرور               | -       | 7 هـ  | صحابي، شهد بيعة العقبة الثانية، وغزوات بدر وأحد والخندق والحديبية وخيبر التي مات بعدها مسمومًا بعدما أكل من الشاة المسمومة التي قدّمتها زينب بنت الحارث اليهودية للنبي محمد. |                                            |
| الخزرج  | بنو عبيد بن عدي       | 115 | عبد الله بن الجد بن قيس              | -       | -     | صحابي، شهد غزوتي بدر وأحد. |                                            |
| الخزرج  | بنو عبيد بن عدي       | 116 | سنان بن صيفي                         | -       | -     | صحابي، غزوتي بدر وأحد. |                                            |
| الخزرج  | بنو عبيد بن عدي       | 117 | عتبة بن عبد الله بن صخر              | -       | -     | صحابي، شهد بيعة العقبة، وغزوة بدر. |                                            |
| الخزرج  | بنو عبيد بن عدي       | 118 | الطفيل بن مالك بن خنساء              | -       | -     | صحابي، شهد بيعة العقبة الثانية، وشهد غزوتي بدر وأحد. |                                            |
| الخزرج  | بنو عبيد بن عدي       | 119 | الطفيل بن النعمان بن خنساء           | -       | 5 هـ  | صحابي، شهد بيعة العقبة الثانية، وشهد غزوتي بدر وأحد، وقُتل في غزوة الخندق قتله وحشي بن حرب. |                                            |
| الخزرج  | بنو عبيد بن عدي       | 120 | عبد الله بن عبد مناف بن النعمان      | -       | -     | صحابي، شهد غزوتي بدر وأحد. |                                            |
| الخزرج  | بنو عبيد بن عدي       | 121 | جابر بن عبد الله بن رئاب             | -       | -     | صحابي من أول ستة أسلموا من الأنصار، شهد المشاهد كلها. |                                            |
| الخزرج  | بنو عبيد بن عدي       | 122 | خليد بن قيس بن النعمان               | -       | -     | صحابي شهد غزوتي بدر وأحد. |                                            |
| الخزرج  | بنو عبيد بن عدي       | 123 | يزيد بن المنذر                       | -       | -     | صحابي، شهد بيعة العقبة الثانية، وغزوتي بدر وأحد. |                                            |
| الخزرج  | بنو عبيد بن عدي       | 124 | معقل بن المنذر                       | -       | -     | صحابي، شهد بيعة العقبة، وغزوتي بدر وأحد. |                                            |
| الخزرج  | بنو عبيد بن عدي       | 125 | عبد الله بن النعمان بن بلدمة         | -       | -     | صحابي، شهد غزوتي بدر وأحد. |                                            |
| الخزرج  | بنو عبيد بن عدي       | 126 | جبار بن صخر                          | 30 ق.هـ | 30 هـ | صحابي، شهد مع النبي محمد المشاهد كلها. |                                            |
| الخزرج  | بنو عبيد بن عدي       | 127 | الضحاك بن حارثة                      | -       | -     | صحابي، شهد بيعة العقبة الثانية، وشهد غزوة بدر. |                                            |
| الخزرج  | بنو عبيد بن عدي       | 128 | سواد بن يزيد بن ثعلبة                | -       | -     | صحابي، شهد غزوتي بدر وأحد. |                                            |
| الخزرج  | بنو عبيد بن عدي       | 129 | خارجة بن حمير الأشجعي                | -       | -     | صحابي، كان حليفًا لبني عبيد بن عدي، شهد غزوتي بدر وأحد. |                                            |
| الخزرج  | بنو عبيد بن عدي       | 130 | عبد الله بن حمير الأشجعي             | -       | -     | صحابي، كان حليفًا لبني عبيد بن عدي، شهد غزوتي بدر وأحد. |                                            |
| الخزرج  | بنو عبيد بن عدي       | 131 | النعمان بن سنان                      | -       | -     | صحابي، كان مولى لبني عبيد بن عدي، شهد غزوتي بدر وأحد. |                                            |
| الخزرج  | بنو سواد بن غنم       | 132 | قطبة بن عامر بن حديدة                | -       | -     | صحابي، كان من الستة من الأنصار الذين أسلموا قبل العقبتين، ثم شهد العقبتين، والمشاهد كلها، كما استعمله النبي محمد على إحدى السرايا، وتوفي قطبة في خلافة عثمان بن عفان. |                                            |
| الخزرج  | بنو سواد بن غنم       | 133 | يزيد بن عامر بن حديدة                | -       | -     | صحابي، شهد بيعة العقبة الثانية، وشهد غزوتي بدر وأحد. |                                            |
| الخزرج  | بنو سواد بن غنم       | 134 | سليم بن عمرو بن حديدة                | -       | 3 هـ  | صحابي، شهد بيعة العقبة الثانية، وغزوة بدر، وقُتل يوم أحد. |                                            |
| الخزرج  | بنو سواد بن غنم       | 135 | ثعلبة بن عنمة                        | -       | 5 هـ  | صحابي، شهد بيعة العقبة الثانية، وغزوتي بدر وأحد، وقُتل في غزوة الخندق، وقيل في غزوة خيبر. |                                            |
| الخزرج  | بنو سواد بن غنم       | 136 | عبس بن عامر بن عدي                   | -       | -     | صحابي، شهد بيعة العقبة الثانية وغزوتي بدر وأحد. |                                            |
| الخزرج  | بنو سواد بن غنم       | 137 | أبو اليسر كعب بن عمرو                | 21 ق.هـ | 55 هـ | صحابي، شهد بيعة العقبة الثانية، والمشاهد كلها، وهو الذي انتزع راية قريش في غزوة بدر، وأسر العباس يومها، وشهد مع علي بن أبي طالب صفين. | آخر من شهد المعركة من المسلمين وفاةً        |
| الخزرج  | بنو سواد بن غنم       | 138 | سهل بن قيس بن أبي كعب                | -       | 3 هـ  | صحابي، شهد غزوة بدر، وقُتل في غزوة أحد. |                                            |
| الخزرج  | بنو سواد بن غنم       | 139 | عنترة السُلمي                         | -       | 3 هـ  | صحابي، كان مولى لسليم بن عمرو بن حديدة، شهد غزوة بدر، وقُتل يوم أحد. |                                            |
| الخزرج  | بنو سلمة              | 140 | معبد بن قيس                          | -       | -     | صحابي، شهد غزوتي بدر وأحد. |                                            |
| الخزرج  | بنو أدّى               | 141 | معاذ بن جبل                          | 18 ق.هـ | 18 هـ | صحابي، شهد بيعة العقبة الثانية، والمشاهد كلها، استعمله النبي على اليمن، ثم شارك في الفتح الإسلامي للشام، وتوفي في طاعون عمواس. |                                            |
| الخزرج  | بنو زريق              | 142 | قيس بن محصن                          | -       | -     | صحابي، شهد غزوتي بدر وأحد. |                                            |
| الخزرج  | بنو زريق              | 143 | الحارث بن قيس بن خلدة                | -       | -     | صحابي، شهد بيعة العقبة الثانية، والمشاهد كلها، ثم شارك في حروب الردة، وأصيب بجرح في معركة اليمامة التئم، ثم انتقض عليه فمات به في خلافة عمر بن الخطاب. |                                            |
| الخزرج  | بنو زريق              | 144 | جبير بن إياس                         | -       | -     | صحابي، شهد غزوتي بدر وأحد. |                                            |
| الخزرج  | بنو زريق              | 145 | أبو عبادة سعد بن عثمان               | -       | -     | صحابي، شهد غزوتي بدر وأحد. |                                            |
| الخزرج  | بنو زريق              | 146 | عقبة بن عثمان                        | -       | -     | صحابي، شهد غزوتي بدر وأحد. |                                            |
| الخزرج  | بنو زريق              | 147 | ذكوان بن عبد قيس                     | -       | 3 هـ  | صحابي، كان هو وأسعد بن زرارة أول من أسلم من الأنصار قبل العقبة، ثم شهد بيعتي العقبة، وغزوة بدر، وقُتل يوم أحد. |                                            |
| الخزرج  | بنو زريق              | 148 | مسعود بن خالد                        | -       | -     | صحابي، شهد غزوتي بدر وأحد. |                                            |
| الخزرج  | بنو زريق              | 149 | عباد بن قيس بن عامر                  | -       | -     | صحابي، شهد بيعة العقبة الثانية، وغزوتي بدر وأحد. |                                            |
| الخزرج  | بنو زريق              | 150 | أسعد بن يزيد بن الفاكه               | -       | -     | صحابي، شهد غزوتي بدر وأحد. |                                            |
| الخزرج  | بنو زريق              | 151 | الفاكه بن بشر                        | -       | -     | صحابي، شهد غزوة بدر. |                                            |
| الخزرج  | بنو زريق              | 152 | معاذ بن ماعص                         | -       | 4 هـ  | صحابي، شهد غزوتي بدر وأحد، وقُتل في سرية بئر معونة. |                                            |
| الخزرج  | بنو زريق              | 153 | عائذ بن ماعص                         | -       | 12 هـ | صحابي، شهد المشاهد كلها، وقُتل في معركة اليمامة. |                                            |
| الخزرج  | بنو زريق              | 154 | مسعود بن سعد بن قيس                  | -       | 4 هـ  | صحابي، شهد غزوتي بدر وأحد، وقُتل في سرية بئر معونة، وقيل قُتل في غزوة خيبر. |                                            |
| الخزرج  | بنو زريق              | 155 | رفاعة بن رافع بن مالك                | -       | 41 هـ | صحابي، شهد بيعة العقبة الثانية، وشهد المشاهد كلها، وشهد مع علي بن أبي طالب موقعتي الجمل وصفين، وتوفي في أول خلافة معاوية بن أبي سفيان. |                                            |
| الخزرج  | بنو زريق              | 156 | خلاد بن رافع بن مالك                 | -       | -     | صحابي، شهد غزوتي بدر وأحد. |                                            |
| الخزرج  | بنو زريق              | 157 | عبيد بن زيد بن عامر                  | -       | -     | صحابي، شهد غزوتي بدر وأحد. |                                            |
| الخزرج  | بنو بياضة             | 158 | زياد بن لبيد                         | -       | 41 هـ | صحابي، شهد بيعة العقبة الثانية، والمشاهد كلها، واستعمله النبي محمد على حضرموت، ثم كان قائدًا لأحد جيوش المسلمين في حروب الردة، وتوفي في أول خلافة معاوية بن أبي سفيان. |                                            |
| الخزرج  | بنو بياضة             | 159 | خليفة بن عدي                         | -       | -     | صحابي، شهد غزوتي بدر وأحد. |                                            |
| الخزرج  | بنو بياضة             | 160 | فروة بن عمرو                         | -       | -     | صحابي، شهد بيعة العقبة الثانية، والمشاهد كلها، وكان مع علي بن أبي طالب في موقعة الجمل. |                                            |
| الخزرج  | بنو بياضة             | 161 | رخلية بن ثعلبة                       | -       | -     | صحابي، شهد غزوتي بدر وأحد. |                                            |
| الخزرج  | بنو بياضة             | 162 | خالد بن قيس بن مالك                  | -       | -     | صحابي، شهد غزوتي بدر وأحد. |                                            |
| الخزرج  | بنو حبيب بن عبد حارثة | 163 | رافع بن المعلى                       | -       | 2 هـ  | صحابي، شهد غزوة بدر، وقُتل فيها، قتله عكرمة بن أبي جهل. | قُتل في المعركة                             |

## لم يشهدوا المعركة وضرب لهم بسهم
| القبيلة | البطن             | م | المشارك في المعركة      | ولد     | توفي  | نبذة | سبب التغيُّب |
| ------- | ----------------- | - | ----------------------- | ------- | ----- | --- | --- |
| قريش    | بنو عبد شمس       | 1 | عثمان بن عفان           | 47 ق.هـ | 35 هـ | صحابي وثالث الخلفاء الراشدين، وأحد العشرة المبشرين بالجنة، ومن السابقين إلى الإسلام، تزوج اثنتين من بنات النبي محمد رقية ثم بعد وفاتها تزوج من أم كلثوم. كان عثمان من المهاجرين إلى الحبشة، ثم هاجر إلى يثرب. بويع بالخلافة بعد الشورى بعد وفاة عمر بن الخطاب سنة 23 هـ، ولمدة قبل أن يُقتل سنة 35 هـ، مما أدى لبداية أول حرب أهلية في الإسلام.                               | لم يشهد عثمان غزوة بدر مقاتلاً، نظرًا لتغيّبه لرعاية زوجته المريضة رقية بنت محمد التي ماتت أثناء الحملة، فعدّه النبي محمد من البدريين.                                                                                 |
| قريش    | بنو تيم           | 2 | طلحة بن عبيد الله       | 28 ق.هـ | 36 هـ | صحابي، وأحد العشرة المبشرين بالجنة، ومن السابقين الأولين إلى الإسلام، وأحد الستة أصحاب الشورى الذين اختارهم عمر بن الخطاب ليختاروا الخليفة من بعده. هاجر طلحة إلى يثرب، وشهد جميع المشاهد، وكان ممن دافعوا عن النبي محمد في غزوة أحد حتى شُلَّت يده، فظل كذلك إلى أن مات. وبعد مقتل عثمان بن عفان، خرج طلحة إلى البصرة مطالبًا بالقصاص من قتلة عثمان فقُتِلَ في موقعة الجمل.        | قبل غزوة بدر، بعث النبي محمد طلحة بن عبيد الله وسعيد بن زيد ليتقصّيا خبر عير قريش القادمة من الشام، ولكنهما لم يلقياها بعد أن غيرت مسارها، فعادا فوجدا النبي قد عاد من الغزوة، فضرب لهما سهمين، وعدّهما من البدريين. |
| قريش    | بنو عدي           | 3 | سعيد بن زيد             | 22 ق.هـ | 51 هـ | صحابي من السابقين الأولين إلى الإسلام، وأحد العشرة المبشرين بالجنة، وهو ابن عم عمر بن الخطاب زوج أخته عاتكة بنت زيد، وزوجته هي أخت عمر فاطمة بنت الخطاب. هاجر سعيد إلى يثرب، وشهد المشاهد كلها مع النبي. وبعد وفاة النبي محمد، شارك سعيد في الفتح الإسلامي للشام، وشهد معركة اليرموك وحصار دمشق وفتحها، وولاه عليها أبو عبيدة بن الجراح. توفي سعيد بالعقيق. ودُفن في المدينة. | قبل غزوة بدر، بعث النبي محمد طلحة بن عبيد الله وسعيد بن زيد ليتقصّيا خبر عير قريش القادمة من الشام، ولكنهما لم يلقياها بعد أن غيرت مسارها، فعادا فوجدا النبي قد عاد من الغزوة، فضرب لهما سهمين، وعدّهما من البدريين. |
| الأوس   | بنو أمية بن زيد   | 4 | أبو لبابة بن عبد المنذر | -       | -     | صحابي استخلفه النبي محمد على المدينة المنورة في غزوتي بدر والسويق، وشهد معه باقي المشاهد، وقيل أنه ممن تخلّفوا عن غزوة تبوك، وندم على ذلك، فربط نفسه في سارية المسجد النبوي أيامًا إلى أن حلّه النبي محمد بيده، وتوفي في خلافة علي بن أبي طالب. | خرج أبو لبابة مع المسلمين للقاء قريش يوم بدر، إلا أن النبي محمد ردّه إلى المدينة المنورة ليخلفه عليها في غيابه، وضرب له بسهم بعد المعركة كمن شهدها.                                                                 |
| الأوس   | بنو أمية بن زيد   | 5 | الحارث بن حاطب          | -       | 7 هـ  | صحابي، شهد مع النبي محمد غزوات بدر وأحد والخندق وصلح الحديبية، وقُتل يوم خيبر. | خرج الحارث بن حاطب مع المسلمين للقاء قريش يوم بدر، إلا أن النبي محمد ردّه إلى المدينة المنورة في شيء أمره به، وضرب له بسهم في غنائمها كمن شهدها.                                                                    |
| الأوس   | بنو عبيد بن زيد   | 6 | عاصم بن عدي البلوي      | 70 ق.هـ | 45 هـ | صحابي، كان حليفًا لبني مالك بن عوف، شهد المشاهد كلها، وأمره النبي بعد غزوة تبوك بحرق مسجد ضرار. | خرج عاصم مع النبي محمد ليشهد غزوة بدر، إلا أن النبي محمد ردّه لكسر لحق به، واستخلفه على أهل قباء والعالية، وضرب له بسهمه وأجره كمن شهدها.                                                                           |
| الأوس   | بنو ثعلبة بن عمرو | 7 | خوات بن جبير            | 34 ق.هـ | 40 هـ | صحابي، شهد المشاهد كلها | خرج خوات بن جبير إلى غزوة بدر مع النبي محمد، فلما كان بالروحاء أصابه نصيل حجر، فكسر، فرده النبي محمد إلى المدينة، وضرب له بسهمه وأجره، فكان كمن شهدها.                                                             |
| الخزرج  | بنو مبذول         | 8 | الحارث بن الصمة         | -       | 4 هـ  | صحابي، شهد غزوة أحد، وقُتل يوم بئر معونة | خرج الحارث بن الصمة مع المسلمين إلى بدر، إلا أنه كُسر في الروحاء، فردّه النبي محمد إلى المدينة المنورة، وضرب له بسهمه وأجره كمن شهدها.                                                                               |

## مختلف عليهم
| القبيلة | البطن                     | م  | المشارك في المعركة          | ولد     | توفي  | نبذة | ذكره عند المؤرخين | ذكره عند المؤرخين | ذكره عند المؤرخين | ذكره عند المؤرخين | ذكره عند المؤرخين | ذكره عند المؤرخين | ذكره عند المؤرخين | ذكره عند المؤرخين |
| القبيلة | البطن                     | م  | المشارك في المعركة          | ولد     | توفي  | نبذة | ابن إسحاق         | ابن عقبة          | الواقدي           | أبو معشر          | ابن الكلبي        | خليفة             | ابن القداح        | ابن سعد           |
| ------- | ------------------------- | -- | --------------------------- | ------- | ----- | --- | ----------------- | ----------------- | ----------------- | ----------------- | ----------------- | ----------------- | ----------------- | ----------------- |
| قريش    | بنو عدي                   | 1  | عبد الله بن سراقة           | -       | -     | صحابي، هاجر إلى يثرب مع أخيه عمرو بن سراقة، اختُلف في شهوده غزوة بدر، حيث ذكر الزبير بن بكار أنه شهد بدر، فيما قال ابن عمر أنه لم يشهدها، ولكنه شهد غزوة أحد وما بعدها من المشاهد.                                                                 |                   |                   |                   |                   | -                 |                   | -                 |                   |
| قريش    | بنو عدي                   | 2  | مالك بن أبي خولي الجعفي     | -       | -     | صحابي كان حليفًا للخطاب بن نفيل العدوي، توفي في خلافة عثمان بن عفان. |                   | -                 | -                 | -                 | -                 | -                 | -                 |                   |
| قريش    | بنو عدي                   | 3  | هلال بن أبي خولي الجعفي     | -       | -     | صحابي كان حليفًا للخطاب بن نفيل العدوي. |                   |                   | -                 | -                 |                   | -                 | -                 |                   |
| قريش    | بنو عدي                   | 4  | عبد الله بن أبي خولي الجعفي | -       | -     | صحابي كان حليفًا للخطاب بن نفيل العدوي. | -                 | -                 | -                 | -                 |                   | -                 | -                 |                   |
| قريش    | بنو عامر                  | 5  | وهب بن سعد بن أبي سرح       | 32 ق.هـ | 8 هـ  | صحابي اختلفوا في شهوده غزوة بدر، شهد وهب غزوات أحد والخندق وخيبر وصلح الحديبية، وقُتل في غزوة مؤتة. |                   |                   |                   |                   | -                 | -                 | -                 |                   |
| قريش    | بنو عامر                  | 6  | سليط بن عمرو                | -       | 12 هـ | صحابي من السابقين إلى الإسلام، هاجر إلى الحبشة. اختلف المؤرخون في شهوده غزوة بدر، شهد سليط غزوة أحد وما بعدها من المشاهد. كما وجهه النبي محمد بكتابه إلى هوذة بن علي الحنفي ضمن رسائله إلى الملوك لدعوتهم إلى الإسلام. قُتل سليط في معركة اليمامة. | -                 |                   |                   |                   | -                 | -                 | -                 |                   |
| قريش    | بنو الحارث                | 7  | عمرو بن الحارث بن زهير      | -       | -     | صحابي قديم الإسلام، اخُتلف في هجرته إلى الحبشة، وفي شهوده غزوة بدر. |                   |                   | -                 | -                 | -                 | -                 | -                 |                   |
| الأوس   | بنو عبد الأشهل            | 8  | الحارث بن معاذ              | -       | -     | صحابي ذكره عروة بن الزبير فيمن شهد غزوة بدر. |                   | -                 | -                 | -                 | -                 | -                 | -                 |                   |
| الأوس   | بنو عبد الأشهل            | 9  | عبيد بن التيهان             | -       | -     | صحابي اختلفوا في شهوده بيعة العقبة وغزوة بدر. |                   |                   |                   |                   | -                 | -                 | -                 |                   |
| الأوس   | بنو عبد الأشهل            | 10 | الحارث بن أنس بن مالك       | -       | -     | صحابي، قال موسى بن عقبة أنه من البدريين، ولم يذكره ابن إسحاق فيمن شهد الغزوة من بني عبد الأشهل، وقال أبو عمر: «أخشى أن يكون هو الحارث بن أنس بن رافع».                                                                                            |                   |                   | -                 | -                 | -                 | -                 | -                 |                   |
| الأوس   | بنو غنم بن السلم          | 11 | الحارث بن عرفجة             | -       | -     | صحابي، اختلف المؤرخون في شهوده غزوة بدر، وذكر ابن سعد أنه شهد غزوة أحد، وقال أنه لم يكن له عقب. |                   |                   |                   |                   | -                 | -                 |                   |                   |
| الأوس   | بنو معاوية بن مالك        | 12 | الحارث بن قيس بن هيشة       | -       | -     | صحابي، اختلفوا في شهوده الغزوة. |                   |                   |                   |                   | -                 | -                 |                   |                   |
| الأوس   | بنو ظفر                   | 13 | الحباب بن جزء               | -       | 14 هـ | صحابي، اختلف المؤرخون في شهوده غزوة بدر، حيث ذكره الطبري فيمن شهدها، ولم يذكره ابن إسحاق. إلا أنه شهد باقي المشاهد، وقُتل في معركة القادسية. |                   | -                 | -                 | -                 | -                 | -                 | -                 |                   |
| الأوس   | بنو جحجبا                 | 14 | خبيب بن عدي                 | -       | 4 هـ  | صحابي، اختلفوا في شهوده بدر، وكان ممن قُتلوا يوم بئر معونة. |                   | -                 |                   | -                 | -                 | -                 | -                 |                   |
| الأوس   | بنو عبيد بن زيد           | 15 | خداش بن قتادة               | -       | 3 هـ  | صحابي، اختلفوا في شهوده بدر، وقُتل يوم أحد. |                   | -                 | -                 | -                 |                   | -                 | -                 |                   |
| الأوس   | بنو عمرو بن عوف           | 16 | مرارة بن الربيع             | -       | -     | صحابي، اختلفوا في شهوده بدر، وهو أحد الثلاثة الذين تخلفوا عن غزوة تبوك. |                   | -                 | -                 | -                 |                   | -                 | -                 |                   |
| الأوس   | بنو واقف                  | 17 | هلال بن أمية                | -       | -     | صحابي، اختلفوا في شهوده بدر، ولكنه شهد غزوة أحد، وكانت مع راية بني واقف يوم فتح مكة، وهو أحد الثلاثة الذين تخلّفوا عن غزوة تبوك بغير عذر، كما أنه هو من لاعن امرأته ورماه بشريك بن سحماء.                                                          |                   | -                 | -                 | -                 | -                 | -                 | -                 |                   |
| الخزرج  | بنو غنم بن مالك بن النجار | 18 | عمرو بن قيس بن زيد          | -       | 3 هـ  | صحابي، اختلفوا في شهوده غزوة بدر، ولكنهم أجمعوا على أنه قُتل يوم أحد. |                   |                   |                   |                   | -                 | -                 |                   |                   |
| الخزرج  | بنو غنم بن مالك بن النجار | 19 | قيس بن عمرو بن قيس          | -       | 3 هـ  | صحابي، اختلفوا في شهوده غزوة بدر، ولكنهم أجمعوا على أنه قُتل يوم أحد. |                   |                   |                   |                   | -                 | -                 |                   |                   |
| الخزرج  | بنو غنم بن مالك بن النجار | 20 | ثابت بن عمرو                | -       | 3 هـ  | صحابي، اختُلف في شهوده غزوة بدر، ولكنهم أجمعوا أنه شهد غزوة أحد، وقُتل فيها. |                   |                   |                   |                   | -                 | -                 |                   |                   |
| الخزرج  | بنو غنم بن مالك بن النجار | 21 | عصيمة الأشجعي               | -       | -     | صحابي، اختلفوا في شهوده الغزوة، ولكنه شهد باقي المشاهد كلها، وتوفي في خلافة معاوية بن أبي سفيان. |                   |                   |                   |                   | -                 | -                 |                   |                   |
| الخزرج  | بنو عدي بن النجار         | 22 | ثابت بن خنساء               | -       | -     | صحابي اختلفوا في شهوده غزوة بدر، ذكره الواقدي فقال: ثابت بن خنساء، وقال ابن إسحاق وموسى بن عقبه اسمه ثابت بن حسان. |                   |                   |                   | -                 | -                 | -                 | -                 |                   |
| الخزرج  | بنو خدارة                 | 23 | يزيد بن المزين              | -       | -     | صحابي اختلفوا في شهوده غزوة بدر، لكنه شهد غزوة أحد. |                   |                   |                   |                   | -                 | -                 |                   |                   |
| الخزرج  | بنو غنم بن عوف            | 24 | عصمة بن الحصين بن وبرة      | -       | -     | صحابي اختلفوا في شهوده غزوة بدر، لكنه شهد غزوة أحد. |                   |                   |                   |                   |                   | -                 |                   |                   |
| الخزرج  | بنو حرام                  | 25 | عمير بن حرام                | -       | -     | صحابي، اختلفوا في شهوده الغزوة. |                   |                   |                   |                   |                   | -                 |                   |                   |
| الخزرج  | بنو حرام                  | 26 | معوذ بن عمرو بن الجموح      | -       | -     | صحابي اختلفوا في شهوده غزوة بدر، لكنه شهد غزوة أحد. |                   |                   |                   |                   | -                 | -                 | -                 |                   |
| الخزرج  | بنو سلمة                  | 27 | عبد الله بن قيس بن صخر      | -       | -     | صحابي اختلفوا في شهوده غزوة بدر، لكنه شهد غزوة أحد. |                   |                   |                   |                   | -                 | -                 |                   |                   |
| الخزرج  | بنو سلمة                  | 28 | عمرو بن طلق بن زيد          | -       | -     | صحابي اختلفوا في شهوده غزوة بدر، لكنه شهد غزوة أحد. |                   |                   |                   |                   | -                 | -                 |                   |                   |
| الخزرج  | بنو حبيب بن عبد حارثة     | 29 | هلال بن المعلى              | -       | -     | صحابي اختلفوا في شهوده غزوة بدر، لكنه شهد غزوة أحد. |                   |                   |                   |                   | -                 | -                 |                   |                   |
| الخزرج  | بنو معاوية بن عمرو        | 30 | أبي بن معاذ بن أنس          | -       | 4 هـ  | صحابي اختلفوا في شهوده غزوة بدر، لكنه شهد غزوة أحد، وقُتل يوم بئر معونة. |                   | -                 |                   | -                 | -                 | -                 | -                 |                   |
| الخزرج  | بنو ساعدة                 | 31 | ثعلبة بن سعد                | -       | 3 هـ  | صحابي، جاءت رواية عن أخيه سهل بن سعد أنه شهد غزوة بدر، إلا أن ابن إسحاق لم يذكره فيمن شهدها من بني ساعدة، وقُتل ثعلبة يوم أحد. |                   | -                 | -                 | -                 | -                 | -                 | -                 |                   |
| الخزرج  | بنو زريق                  | 32 | رافع بن مالك                | -       | 3 هـ  | صحابي، اختلفوا في شهوده غزوة بدر، ولكنه شهد أحد، وقُتل فيها. |                   |                   | -                 | -                 | -                 | -                 | -                 |                   |